# Elecciones presidenciales de Argentina de 1989
Las elecciones presidenciales de Argentina de 1989 se realizaron para definir qué candidato sucedería al presidente Raúl Alfonsín, de la Unión Cívica Radical. Resultó elegido el peronista Carlos Menem, candidato del Frente Justicialista de Unidad Popular (FREJUPO), quien venció al candidato oficialista, Eduardo Angeloz. El presidente electo, Carlos Menem, debió asumir el cargo e iniciar su mandato, cinco meses antes, debido a la dimisión del presidente Alfonsín, como consecuencia de la crisis hiperinflacionaria en que estaba sumergido el país. La reforma constitucional de 1994 dispuso que el mandato de Menem concluiría el 8 de julio de 1995. La continuidad democrática argentina aún se encontraba en un período de consolidación, luego de casi sesenta años de golpes y sublevaciones militares (la última sublevación militar se produjo el 3 de diciembre de 1990). En ese marco, fue la primera elección en la que un presidente elegido por voto secreto y obligatorio, fue reemplazado por uno de otro partido y la primera vez desde 1951 que se sucedieron dos mandatos constitucionales.
Fueron las últimas elecciones en las que se utilizó el sistema de voto indirecto y los últimos comicios bajo el texto constitucional impuesto durante la dictadura militar autodenominada Revolución Libertadora. También fue la primera ocasión, desde 1931 en la que ninguno de los dos candidatos más votados eran nativos de la provincia de Buenos Aires, o la Ciudad de Buenos Aires, siendo Menem de La Rioja y Angeloz de Córdoba; ambos, además, eran gobernadores al momento de los comicios.       
El bipartidismo peronista-radical se mantuvo, pero se redujo ligeramente (de 92% en 1983 a 86,41%), apareciendo como tercera fuerza, con un 7%, la alianza liberal-conservadora que llevó como candidato a Álvaro Alsogaray.
Menem ganó en 20 de los 24 distritos electorales (Buenos Aires, Catamarca, Chaco, Corrientes, Entre Ríos, Formosa, Jujuy, La Pampa, La Rioja, Mendoza, Misiones, Neuquén, Río Negro, San Juan, San Luis, Santa Cruz, Santa Fe, Santiago del Estero, Tucumán y Tierra del Fuego, Antártida e Islas del Atlántico Sur), mientras que Angeloz triunfó en cuatro (Capital Federal, Chubut, Córdoba y Salta).

## Contexto histórico
Tras la finalización de la dictadura autodenominada Proceso de Reorganización Nacional y la restauración democrática del país, Raúl Alfonsín, candidato de la Unión Cívica Radical, obtuvo una amplia victoria en las elecciones presidenciales en una competitiva contienda contra Ítalo Lúder, del Partido Justicialista. Sin embargo, debido al sistema de elección desproporcional, y a la victoria del PJ en varias elecciones provinciales, el peronismo obtuvo el control del Senado y gobernó la mitad de los distritos. Heredando un legado difícil de sus predecesores militares, el mandato de Alfonsín se había definido prácticamente por la deuda externa que dejó atrás la última dictadura argentina. En las elecciones legislativas de 1985, las primeras legislativas de medio término que se celebraban desde 1965, con la economía relativamente estable y a pesar de un leve descenso en su popularidad, el radicalismo conservó la mayoría por un estrecho margen.
La economía comenzó a deteriorarse durante la segunda mitad de la década de 1980, lo que provocó una debacle en el apoyo popular al gobierno radical. Además, a finales de 1986, se aprobó la Ley de Punto Final, que establecía un límite para realizar denuncias en medio de los juicios por las violaciones a los derechos humanos cometidas durante el período dictatorial. Dicha ley, que sería la primera de las tres llamadas leyes de impunidad, fue sumamente impopular entre la población y provocó manifestaciones en contra de la misma de parte de organizaciones de derechos humanos como Madres de Plaza de Mayo y Abuelas de Plaza de Mayo, además de pequeños partidos extraparlamentarios de izquierda. La condena internacional a la ley también repercutió negativamente sobre el gobierno.
En la Pascua de 1987, se produjo un amotinamiento armado de parte de un grupo de militares y oficiales de medio rango descontentos con los juicios. A este grupo se le conoció como Carapintadas (por camuflar sus rostros estilo comando) y era encabezado por el teniente coronel Aldo Rico. A pesar de su prácticamente nulo apoyo popular, los subordinados aprovecharon que el gobierno de Alfonsín, que se enfrentaba a una notoria crisis entre sus filas, carecía de suficiente autoridad ante los altos mandos de las Fuerzas Armadas para sofocar la rebelión militarmente. El alzamiento fue finalmente aplacado por la respuesta popular y política. Los principales partidos políticos (UCR, PJ, UCeDé, PDC, PI, PC y PS) firmaron el "Acta de Compromiso Democrático", condenando la actitud de los Carapintadas. Debido a que el acta reconocía los "tres grados de responsabilidad" en la represión militar, incluyendo a la guerrilla entre dichos responsables, varios partidos de izquierda y las Madres de Plaza de Mayo rechazaron firmarlo, a la vez condenando enérgicamente la rebelión. Diversas manifestaciones populares se realizaron en todo el país exigiendo el fin del levantamiento. Imposibilitado para reprimir y en y sin un general leal a su lado Alfonsín marchó a Campo de Mayo, donde se realizaba el motín, para exigir la rendición. Aldo Rico se rindió y depuso su actitud ante el mandatario. Sin embargo, se le cuestionaría como una debilidad política a pesar de enfrentar la sublevación en soledad. A su regreso, desde el balcón de la Casa Rosada, anunciaría la capitulación de los amotinados. El 4 de junio de ese mismo año, fue promulgada la Ley de Obediencia Debida.
A pesar del compromiso democrático, cualquier popularidad que el radicalismo pudiera haber sacado de la contención rebelde se vio eclipsada por los problemas económicos. Los signos de debilitamiento del Plan Austral de Alfonsín para la estabilización económica le costaron a la Unión Cívica Radical (UCR) su mayoría en la Cámara de Diputados en las legislativas y veintidós gobernaciones en las elecciones provinciales de septiembre de 1987, incluyendo la vital provincia de Buenos Aires, donde residía el 38% del electorado registrado, con el justicialista Antonio Cafiero como nuevo gobernador. Frente a los militares que se oponían a los juicios por violaciones a los derechos humanos durante el período dictatorial, más un ciclo inflacionario iniciado a finales de 1988 -que desembocaría al año siguiente en una real hiperinflación-, el gobierno de Alfonsín, al que todavía le quedaban ocho meses de mandato, el 21 de abril de 1989 resolvió adelantar las elecciones generales para el 14 de mayo de 1989, estando inicialmente programadas a realizarse en octubre. Con posterioridad, Alfonsín admitiría que haber adelantado las elecciones le pareció un error en su momento, pero que con el tiempo comprendió la compleja situación en la que se encontraba.

## Reglas electorales
Las reglas electorales fundamentales que rigieron la elección presidencial fueron establecidas en el texto constitucional entonces vigente (Reforma constitucional 1957) y la Ley N.º 22.847 de 1983, sancionada por el dictador Reynaldo Bignone "en uso de las atribuciones conferidas el Estatuto para el Proceso de Reorganización Nacional". Fueron las mismas reglas electorales de rango constitucional utilizadas en la elección presidencial anterior.
Las principales reglas electorales para la elección presidencial fueron:
- Una sola vuelta electoral (no había balotaje)
- Sufragio indirecto
- Colegios electorales por cada provincia, Capital Federal y Tierra del Fuego. La Ley 22.847 había ampliado la Constitución Nacional disponiendo que los ciudadanos de un territorio nacional, como lo era en ese momento Tierra del Fuego, Antártida e Islas del Atlántico Sur, eligieran presidente mediante un colegio electoral propio.
- La Ley 22.847 modificó la Constitución estableciendo una distribución diferente de la cantidad de electores que debía tener cada colegio electoral.
- Mandato presidencial de seis años sin posibilidad de reelección inmediata. Esta regla sería modificada por la Reforma constitucional de 1994, que acortó el mandato presidencial a cuatro años con posibilidad de una reelección, y determinó que el mandato 1989-1995 contaba como primer período.

Luego de realizarse las elecciones pero antes de que el Colegio Electoral eligiera al nuevo presidente, el presidente Raúl Alfonsín y su vicepresidente Víctor Martínez anunciaron que "resignarían" la Presidencia y la Vicepresidencia. Las reglas vigentes establecían que debía seguirse la Ley de Acefalía de 1975, correspondiendo que asumiera el presidente provisional del Senado, que en ese momento era el senador por La Rioja Eduardo Menem, hermano del candidato que había obtenido más votos. Pero la Unión Cívica Radical y el Partido Justicialista acordaron por medio de tres actas privadas fechadas el 15 de junio de 1989 que:
1. Alfonsín y Martínez presentarían al Congreso Nacional sus renuncias formalmente el 30 de junio;
2. Que se convocaría a una reunión del Congreso en asamblea legislativa (diputados y senadores juntos) para el 8 de julio;
3. Que en esa reunión la Asamblea Legislativa aceptaría las renuncias de Alfonsín y Martínez y a continuación tomaría juramento como presidente y vicepresidente a Carlos Menem y Eduardo Duhalde;
4. Que hasta el 10 de diciembre de 1989, cuando debían asumir los nuevos diputados y senadores, la UCR sancionaría sin demora todos los proyectos de ley enviados por el presidente Menem.[12][13]

Por esta razón, el mandato constitucional de seis años del presidente Menem, que debió haberse iniciado el 10 de diciembre de 1989, se inició el 8 de julio del mismo año, quedando así desfasado con los mandatos de los legisladores, que se iniciaban y finalizaban el 10 de diciembre de los años impares. El desfase sería corregido por la Reforma constitucional de 1994 (cláusula transitoria décima) que estableció que el mandato presidencial 1995-1999 comenzaría el 8 de julio y finalizaría el 10 de diciembre.

## Candidaturas

### Frente Justicialista de Unidad Popular
| |                                                                                          |
| |                                                                                          |
| Carlos Menem | Eduardo Duhalde                                                                          |
| para presidente | para vicepresidente                                                                      |
| {{{descripción}}} | {{{descripción}}}                                                                        |
| Gobernador de la provincia de La Rioja (1973-1976) (1983-1989) | Diputado Nacional por Buenos Aires (1987-1989) Intendente de Lomas de Zamora (1983-1987) |
| Partidos que integraban la alianza: - Partido Justicialista - Partido del Trabajo y del Pueblo - Partido Demócrata Cristiano - Partido Intransigente - Movimiento Línea Popular - Movimiento Nacionalista Constitucional - Movimiento Patriótico de Liberación - Movimiento de Integración y Desarrollo |                                                                                          |

Tras su estrecha victoria electoral en 1987, el Partido Justicialista se había consolidado de cara a las elecciones presidenciales. Antonio Cafiero, que había ganado por amplio margen la gobernación de Buenos Aires ese mismo año, era visto como el candidato favorito del peronismo y, dada la situación del gobierno de Alfonsín y su papel como principal opositor, como el muy probable próximo presidente. De cara a los comicios, el PJ se alió con otras fuerzas políticas de izquierda y centroizquierda: el Partido Intransigente, el Partido del Trabajo y del Pueblo, la Democracia Cristiana, entre otros, fundando el Frente Justicialista de Unidad Popular (abreviado como FREJUPO). Hasta entonces, los candidatos justicialistas tanto a la presidencia como a las gobernaciones, a diferencia de los radicales, eran elegidos mediante elecciones indirectas de los congresales. Como parte de la renovación del peronismo impulsada por Cafiero, se incluía la democratización partidaria, lo que facilitaría la realización de una primaria interna en la que todos los afiliados del partido podrían votar por el candidato presidencial justicialista, algo que ya hacía la UCR.
Cafiero presentó su precandidatura, con José Manuel de la Sota como compañero de fórmula, debiendo competir únicamente contra Carlos Saúl Menem, entonces Gobernador de La Rioja, cuyo compañero era Eduardo Duhalde. Mientras que tan solo algunos meses atrás Cafiero había ganado por amplio margen la gobernación de la provincia que albergaba al 38% del electorado, en La Rioja, incluso tratándose de un bastión justicialista en el que Menem tenía una dominación electoral casi total, residían tan solo un 2% de los afiliados al justicialismo. En el plano ideológico, la imagen consolidada de Cafiero y De la Sota como líderes del "peronismo renovador" parecía contrapesar casi por completo la imagen de Menem, considerado por gran parte de la dirigencia como un "populista retrógrado".
La primaria se realizó el 10 de julio de 1988. Participaron en ella más de un millón y medio de votantes, siendo aproximadamente un 41% de los afiliados. Menem obtuvo una sorpresiva victoria, con el 53.44% de los votos contra el 46.56% de Cafiero. Menem triunfó en dieciocho de los veinticuatro distritos del país y Cafiero únicamente en Capital Federal, Córdoba, Formosa, Misiones, Salta y Santiago del Estero, viéndose el hasta entonces favorito derrotado incluso en la provincia que gobernaba. De este modo quedó conformada la fórmula presidencial del FREJUPO.
El triunfo de Menem fue considerado un gran paso adelante, sino el final, en la transición del Partido Justicialista de un movimiento sociopolítico de amplio espectro ideológico a un partido político común y corriente. Hasta el momento de la primaria, teniendo en cuenta los sucesos del tercer peronismo (1973-1976) sobre todo tras la muerte de Perón en 1974, varios analistas consideraban imposible que el PJ celebrara una interna directa entre más de un precandidato sin que se produjeran hechos violentos. El resultado adverso para la dirigencia partidaria y el hecho de que Menem pudiera ser pacíficamente proclamado candidato, y finalmente ganar las elecciones, fue considerado un importante avance en la historia del peronismo.
Tras la victoria de Menem y la consolidación del menemismo en el poder, el Partido Justicialista no ha vuelto a realizar primarias presidenciales. Desde 2003, el partido permite que varios candidatos utilicen los símbolos partidarios al mismo tiempo, aunque en la práctica compiten como si fueran candidatos de distintos partidos.
|  | 53.44 % |

|  | 46.56 % |

### Unión Cívica Radical - Confederación Federalista Independiente
| | | |  |
| Eduardo Angeloz                                                                                          | Juan Manuel Casella                                                                                      | María Cristina Guzmán |  |
| para presidente                                                                                          | para vicepresidente                                                                                      | para vicepresidenta |  |
| {{{descripción}}}                                                                                        | {{{descripción}}}                                                                                        | {{{descripción}}} |  |
| Gobernador de la provincia de Córdoba (1983-1995)                                                        | Diputado Nacional por Buenos Aires (1983-1984)                                                           | Diputada Nacional por Jujuy (1973-1976) y (1983-1999) |  |
| Candidatura apoyada por: - Unión Cívica Radical - Movimiento Popular Catamarqueño - Partido Movilización | Candidatura apoyada por: - Unión Cívica Radical - Movimiento Popular Catamarqueño - Partido Movilización | Candidatura apoyada por: - Partido Federal - Partido Demócrata de Córdoba - Partido Renovador de Salta - Movimiento Popular Jujeño - Movimiento Federalista Pampeano - Partido Acción Chubutense |  |

Con su popularidad en descenso por el deterioro de la economía durante el gobierno de Alfonsín, la oficialista Unión Cívica Radical programó la primaria interna para escoger a su candidato presidencial el 7 de julio de 1988. Debido a la situación económica y política cada vez más complicada, el alfonsinismo no tenía ninguna figura de peso capaz de competir por la sucesión de Alfonsín. De hecho, dentro del partido en general, los únicos radicales importantes que había obtenido un buen resultado en las elecciones de 1987 eran el gobernador de Córdoba, Eduardo Angeloz; el excandidato a gobernador de Buenos Aires, Juan Manuel Casella, antiguamente Ministro de Trabajo de Alfonsín, y que a pesar de su derrota había logrado un resultado relativamente alto para la debilidad que atravesaba el gobierno; y el senador Luis León, también excandidato en la provincia del Chaco, que había perdido por muy pocos votos. Mientras que Casella era fuertemente alfonsinista y socialdemócrata, Angeloz era una expresión del ala más derechista y neoliberal del radicalismo, era fuertemente crítico con el alfonsinismo, y estaba a favor de realizar un programa de privatización a gran escala.
Dada la necesidad de una candidatura fuerte, el alfonsinismo no tuvo más remedio que resignarse a apoyar a Angeloz, con la condición de que Casella fuera su compañero de fórmula. En las internas, la competición fue reducida a una suerte de plebiscito entre la fórmula Angeloz-Casella y la encabezada por Luis León, con Carlos Yeregui como compañero de fórmula. León pertenecía al Movimiento de Afirmación Yrigoyenista y estaba enfrentado con Alfonsín, tenía una postura nacionalista en el campo económico y era fuertemente favorable a la integración latinoamericana. Sin embargo, no contaba con los suficientes apoyos para contrapesar a Angeloz, y se considera que su precandidatura fue casi completamente testimonial.
Finalmente, el 7 de julio tuvo lugar la primaria interna tal y como se esperaba. Angeloz obtuvo una arrolladora victoria con el 88.64% de los votos contra el 11.36% de León, que además solo consiguió ganar en el Chaco, en donde obtuvo el 58% de los votos. En todos los demás distritos, la fórmula angelocista-alfonsinista obtuvo más del 76% de las preferencias. Aunque el PJ y la UCR por entonces tenían casi la misma cantidad de afiliados, la participación en la primaria radical fue notoriamente inferior a la del justicialismo, no alcanzando el millón de votos. En el plano de las coaliciones y los pactos que el radicalismo hizo de cara a los comicios, a diferencia del FREJUPO, la UCR solo realizó una alianza parcial con la Confederación Federalista Independiente (CFI) y mantuvo su coalición distrital con el Movimiento Popular Catamarqueño. La CFI presentó la candidatura de Angeloz para presidente pero con María Cristina Guzmán como candidata vicepresidencial.
|  | 88.64 % |

|  | 11.36 % |

|  | 100.00 % |

|  | 29.24 % |

|  | 70.76 % |

### Alianza de Centro
| |                                            |
| |                                            |
| Álvaro Alsogaray | Alberto Natale                             |
| para presidente | para vicepresidente                        |
| {{{descripción}}} | {{{descripción}}}                          |
| Diputado Nacional por Capital Federal (1983-1991) | Diputado Nacional por Santa Fe (1985-2005) |
| Partidos que integraban la alianza: - Unión del Centro Democrático - Partido Demócrata Progresista - Partido Demócrata de Mendoza - Partido Demócrata de la Capital Federal - Unión Conservadora - Partido Conservador Autonomista - Pacto Autonomista - Liberal: - Partido Liberal de Corrientes - Partido Autonomista de Corrientes - Movimiento Liberación Popular |                                            |

En 1983, la Unión del Centro Democrático (UCeDé), partido liberal liderado por Álvaro Alsogaray, había presentado su candidatura presidencial en una coalición conocida como "Confederación Nacional de Centro", que solo logró algunas alianzas distritales con el Partido Demócrata y el Partido del Centro, no pudiendo obtener más del 0.40% de los votos. Sin embargo, el partido sí obtuvo un mediano desempeño legislativo, logrando el cuarto lugar a nivel nacional en las dos primeras elecciones de la Cámara de Diputados. En 1987, le arrebató al Partido Intransigente la tercera posición y obtuvo 5 bancas, lo que le dio una representación de 7 diputados y lo convirtió en el tercer partido más grande de la Cámara. Más tarde, a principios de 1989, logró llegar a un acuerdo con el Partido Demócrata Progresista, el Partido Demócrata de Mendoza y el Pacto Autonomista - Liberal de Corrientes, formándose la Alianza de Centro, que presentó candidaturas únicas para diputados, senadores, gobernadores y legisladores provinciales. Su fórmula presidencial fue conformada por Alsogaray (UCeDé) y Alberto Natale (PDP).

### Izquierda Unida
| |                                                |
| IDEPO |                                                |
| Néstor Vicente | Luis Zamora                                    |
| para presidente | para vicepresidente                            |
| {{{descripción}}}                                                                                                  | {{{descripción}}}                              |
| Concejal Municipal de Capital Federal (1973-1976)                                                                  | Diputado Nacional por Buenos Aires (1989-1993) |
| Partidos que integraban la alianza: - Partido Comunista - Movimiento al Socialismo - Izquierda Democrática Popular |                                                |

La coalición Izquierda Unida se formó en 1987, después de las elecciones legislativas, como una fusión del Frente Amplio de Liberación, compuesto por el Partido Comunista (PC) y la Izquierda Democrática Popular (IDEPO), y el Movimiento al Socialismo (MAS). Fue la única fuerza aparte del Partido Justicialista y la Unión Cívica Radical en realizar una primaria presidencial, el 20 de diciembre de 1988. La misma se disputó entre un candidato del MAS, que sería su líder Luis Zamora, y del FRAL, que sería el líder de la IDEPO, Néstor Vicente. El candidato derrotado sería el compañero de fórmula, para garantizar la heterogeneidad de la coalición. Vicente obtuvo una estrecha victoria con el 52.59% de los votos contra el 47.41% de Zamora, triunfando en veinte de los veinticuatro distritos, y se convirtió de este modo en el candidato presidencial de Izquierda Unida, con Zamora como candidato a vicepresidente.
|  | 52.59 % |

|  | 47.41 % |

### Otras candidaturas
|                                                                                              |                                                                                              | | | | |                     |                     |
| José Corzo Gómez                                                                             | Federico Houssay                                                                             | Antonio Domingo Bussi | Antonio Álvarez | Guillermo Estévez Boero | Alfredo Bravo | Jorge Altamira      | Gregorio Flores     |
| para presidente                                                                              | para vicepresidente                                                                          | para presidente | para vicepresidente | para presidente | para vicepresidente | para presidente     | para vicepresidente |
|                                                                                              |                                                                                              | | | | |                     |                     |
| Periodista                                                                                   |                                                                                              | Gobernador de facto de Tucumán (1976-1977)                                                                                           | | Diputado Nacional por Provincia de Santa Fe (1987-2000) | Maestro, dirigente gremialista y militante de los derechos humanos                                                                                               | Periodista          | Dirigente gremial   |
| Partido sin alianza                                                                          | Partido sin alianza                                                                          | Partido sin alianza | Partido sin alianza | Partidos que integraban la alianza: - Partido Socialista Popular - Partido Socialista Democrático - Partido Socialista del Chaco - Partido Socialista de Formosa | Partidos que integraban la alianza: - Partido Socialista Popular - Partido Socialista Democrático - Partido Socialista del Chaco - Partido Socialista de Formosa | Partido sin alianza | Partido sin alianza |
|                                                                                              |                                                                                              | | | | |                     |                     |
| Luis Alberto Ammann                                                                          | Lía Méndez                                                                                   | Ángel Bustelo | Eduardo Hernández | Mario Hugo Geller | Elisa Delboy |                     |                     |
| para presidente                                                                              | para vicepresidenta                                                                          | para presidente | para vicepresidente | para presidente | para vicepresidenta |                     |                     |
|                                                                                              |                                                                                              | | | | |                     |                     |
| Maestro, periodista y escritor                                                               | Abogada                                                                                      | Diputado provincial de Mendoza por el segundo distrito electoral (1946–1948)                                                         | Ingeniero civil | Secretario general del Partido de la Liberación (1978-1990) | |                     |                     |
| Partidos que integraban la alianza: - Partido Humanista - Partido Verde Ecologista Pacifista | Partidos que integraban la alianza: - Partido Humanista - Partido Verde Ecologista Pacifista | Partidos que integraban la alianza: - Movimiento Democrático Popular Antiimperialista - Partido Socialista Obrero para la Liberación | Partidos que integraban la alianza: - Movimiento Democrático Popular Antiimperialista - Partido Socialista Obrero para la Liberación | Partido sin alianza | Partido sin alianza |                     |                     |

## Acceso a boletas
En estas elecciones los candidatos podían aparecer en más de una boleta, por ejemplo en la Provincia de Santiago del Estero Menem y Duhalde fueron candidatos del Frente Justicialista de Unidad Popular y del Frente Corriente Renovadora; y podían no estar en todas las provincias, por ejemplo Bussi y Álvarez fueron candidatos sólo en las provincias de Jujuy, Salta, Santiago del Estero y Tucumán.
| Provincia           | Menem/Duhalde                                                   | Angeloz/Casella                 | Alsogaray/Natale                  | Angeloz/Guzmán             | Corzo Gómez/Houssay       | Bussi/Álvarez              |
| Provincia           | 24 distritos                                                    | 24 distritos                    | 24 distritos                      | 17 distritos               | 7 distritos               | 4 distritos                |
| ------------------- | --------------------------------------------------------------- | ------------------------------- | --------------------------------- | -------------------------- | ------------------------- | -------------------------- |
| Buenos Aires        | - Frente Justicialista de Unidad Popular                        | - UCR                           | - Alianza de Centro               | - CFI                      | - PBJ                     | —                          |
| Capital Federal     | - Frente Justicialista de Unidad Popular                        | - UCR                           | - Alianza de Centro               | - CFI                      | - PBJ                     | —                          |
| Catamarca           | - Frente Justicialista de Unidad Popular                        | - UCR - Movilización - MPC      | - Alianza de Centro               | —                          | - PBJ                     | —                          |
| Chaco               | - Frente Justicialista de Unidad Popular                        | - UCR                           | - UCEDE                           | - PF                       | —                         | —                          |
| Chubut              | - Frente Justicialista de Unidad Popular                        | - UCR                           | - Alianza de Centro               | - CFI                      | —                         | —                          |
| Córdoba             | - Frente Justicialista de Unidad Popular                        | - UCR                           | - Alianza de Centro               | - CFI - PF                 | —                         | —                          |
| Corrientes          | - Frente Justicialista de Unidad Popular                        | - UCR                           | - UCEDE - PAL - PDP - MOLIPO      | - CFI                      | —                         | —                          |
| Entre Ríos          | - Frente Justicialista de Unidad Popular                        | - UCR - CFI                     | - Alianza de Centro               | —                          | —                         | —                          |
| Formosa             | - Frente Justicialista de Unidad Popular                        | - UCR                           | - UCEDE - PDP                     | —                          | —                         | —                          |
| Jujuy               | - Frente Justicialista de Unidad Popular                        | - UCR                           | - UCEDE                           | - CFI                      | —                         | - Fuerza Republicana       |
| La Pampa            | - Frente Justicialista de Unidad Popular                        | - UCR                           | - Alianza de Centro               | - CFI                      | —                         | —                          |
| La Rioja            | - Frente Justicialista Popular - MID                            | - UCR                           | - Alianza de Centro - UCEDE - PDP | - CFI                      | - PBJ                     | —                          |
| Mendoza             | - Frente Justicialista de Unidad Popular - PTP                  | - UCR                           | - Alianza de Centro               | - PF                       | —                         | —                          |
| Misiones            | - Frente Justicialista de Unidad Popular                        | - UCR                           | - UCEDE                           | - CFI                      | —                         | —                          |
| Neuquén             | - Frente Justicialista de Unidad Popular                        | - UCR                           | - UCEDE                           | —                          | —                         | —                          |
| Río Negro           | - Frente Justicialista de Unidad Popular                        | - UCR                           | - Alianza de Centro               | —                          | —                         | —                          |
| Salta               | - Frente Justicialista de Unidad Popular                        | - UCR                           | - UCEDE                           | - CFI                      | —                         | - Fuerza Republicana       |
| San Juan            | - Frente Justicialista Popular                                  | - UCR                           | - Alianza de Centro               | —                          | —                         | —                          |
| San Luis            | - Frente Justicialista Popular                                  | - UCR                           | - Alianza de Centro               | - CFI                      | —                         | —                          |
| Santa Cruz          | - Frente Justicialista de Unidad Popular                        | - UCR                           | - Alianza de Centro               | —                          | —                         | —                          |
| Santa Fe            | - Frente Justicialista de Unidad Popular                        | - UCR                           | - Alianza de Centro               | - CFI                      | - PBJ                     | —                          |
| Santiago del Estero | - Frente Justicialista de Unidad Popular - Corriente Renovadora | - UCR                           | - UCEDE                           | - PF                       | - PBJ                     | - Fuerza Republicana       |
| Tierra del Fuego    | - Frente Justicialista de Unidad Popular                        | - UCR                           | - Alianza de Centro               | - PF                       | —                         | —                          |
| Tucumán             | - Frente Justicialista de Unidad Popular                        | - UCR                           | - Alianza de Centro               | - CFI                      | - PBJ                     | - Fuerza Republicana       |
|                     |                                                                 |                                 |                                   |                            |                           |                            |
| Provincia           | Vicente/Zamora                                                  | Estévez Boero/Bravo             | Altamira/Flores                   | Ammann/Méndez              | Bustelo/Hernández         | Geller/Delboy              |
| Provincia           | 24 distritos                                                    | 23 distritos                    | 17 distritos                      | 24 distritos               | 7 distritos               | 3 distritos                |
| Buenos Aires        | - Izquierda Unida                                               | - Unidad Socialista             | - Partido Obrero                  | - Frente Humanista - Verde | - Acción Popular          | —                          |
| Capital Federal     | - Izquierda Unida                                               | - Unidad Socialista             | - Partido Obrero                  | - Frente Humanista - Verde | - Acuerdo Popular         | —                          |
| Catamarca           | - Izquierda Unida                                               | - Unidad Socialista             | —                                 | - Frente Humanista - Verde | - Acuerdo Popular         | —                          |
| Chaco               | - Izquierda Unida                                               | - Partido Socialista del Chaco  | - Partido Obrero                  | - Frente Humanista - Verde | —                         | —                          |
| Chubut              | - Izquierda Unida                                               | - Unidad Socialista             | - Partido Obrero                  | - Frente Humanista - Verde | —                         | —                          |
| Córdoba             | - Izquierda Unida                                               | - Unidad Socialista             | - Partido Obrero                  | - Frente Humanista - Verde | —                         | —                          |
| Corrientes          | - Izquierda Unida                                               | - PSP                           | - Partido Obrero                  | - Frente Humanista - Verde | - Acción Popular - MODEPA | —                          |
| Entre Ríos          | - Izquierda Unida                                               | - Unidad Socialista             | - Partido Obrero                  | - Frente Humanista - Verde | —                         | —                          |
| Formosa             | - Izquierda Unida                                               | - Partido Socialista de Formosa | —                                 | - Frente Humanista - Verde | - Acción Popular          | —                          |
| Jujuy               | - Izquierda Unida                                               | - Unidad Socialista             | - Partido Obrero                  | - Frente Humanista - Verde | —                         | —                          |
| La Pampa            | - Izquierda Unida                                               | - Unidad Socialista             | —                                 | - Frente Humanista - Verde | —                         | —                          |
| La Rioja            | - Izquierda Unida                                               | —                               | —                                 | - Frente Humanista - Verde | —                         | —                          |
| Mendoza             | - Izquierda Unida                                               | - PSP                           | - Partido Obrero                  | - Frente Humanista - Verde | - PSOL                    | —                          |
| Misiones            | - Izquierda Unida                                               | - PSP                           | - Partido Obrero                  | - Frente Humanista - Verde | —                         | —                          |
| Neuquén             | - Izquierda Unida                                               | - Unidad Socialista             | - Partido Obrero                  | - Frente Humanista - Verde | —                         | —                          |
| Río Negro           | - Izquierda Unida                                               | - PSD                           | - Partido Obrero                  | - Frente Humanista - Verde | —                         | —                          |
| Salta               | - Izquierda Unida                                               | - Unidad Socialista             | - Partido Obrero                  | - Frente Humanista - Verde | —                         | - Partido de la Liberación |
| San Juan            | - Izquierda Unida                                               | - Unidad Socialista             | —                                 | - Frente Humanista - Verde | —                         | —                          |
| San Luis            | - Izquierda Unida                                               | - PSP                           | —                                 | - Frente Humanista - Verde | —                         | —                          |
| Santa Cruz          | - Izquierda Unida                                               | - Unidad Socialista             | - Partido Obrero                  | - Frente Humanista - Verde | —                         | —                          |
| Santa Fe            | - Izquierda Unida                                               | - Unidad Socialista             | - Partido Obrero                  | - Frente Humanista - Verde | - MODEPA                  | - Partido de la Liberación |
| Santiago del Estero | - Izquierda Unida                                               | - PSP                           | —                                 | - Frente Humanista - Verde | —                         | —                          |
| Tierra del Fuego    | - Izquierda Unida                                               | - PSP                           | - Partido Obrero                  | - Frente Humanista - Verde | —                         | - Partido de la Liberación |
| Tucumán             | - Izquierda Unida                                               | - Unidad Socialista             | - Partido Obrero                  | - Frente Humanista - Verde | —                         | —                          |

### Boletas en Capital Federal

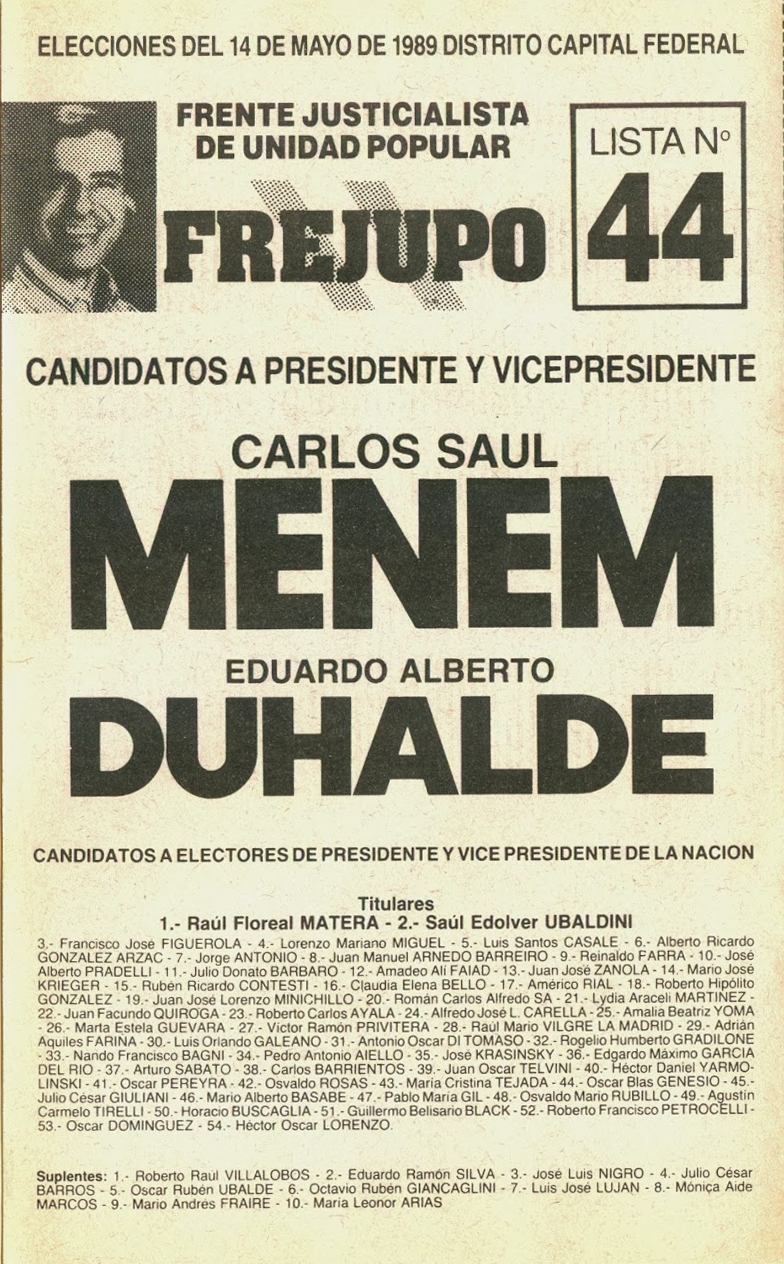
Frente Justicialista de Unidad Popular
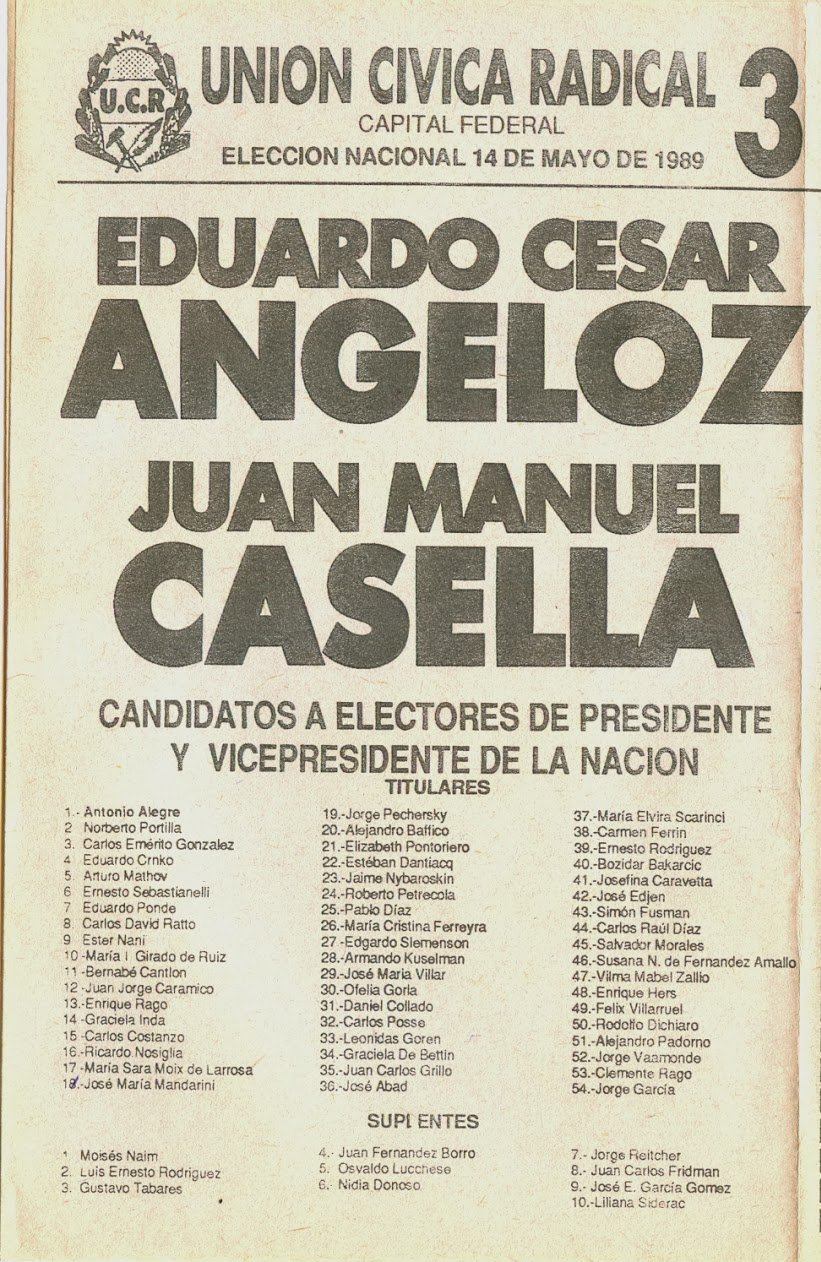
Unión Cívica Radical
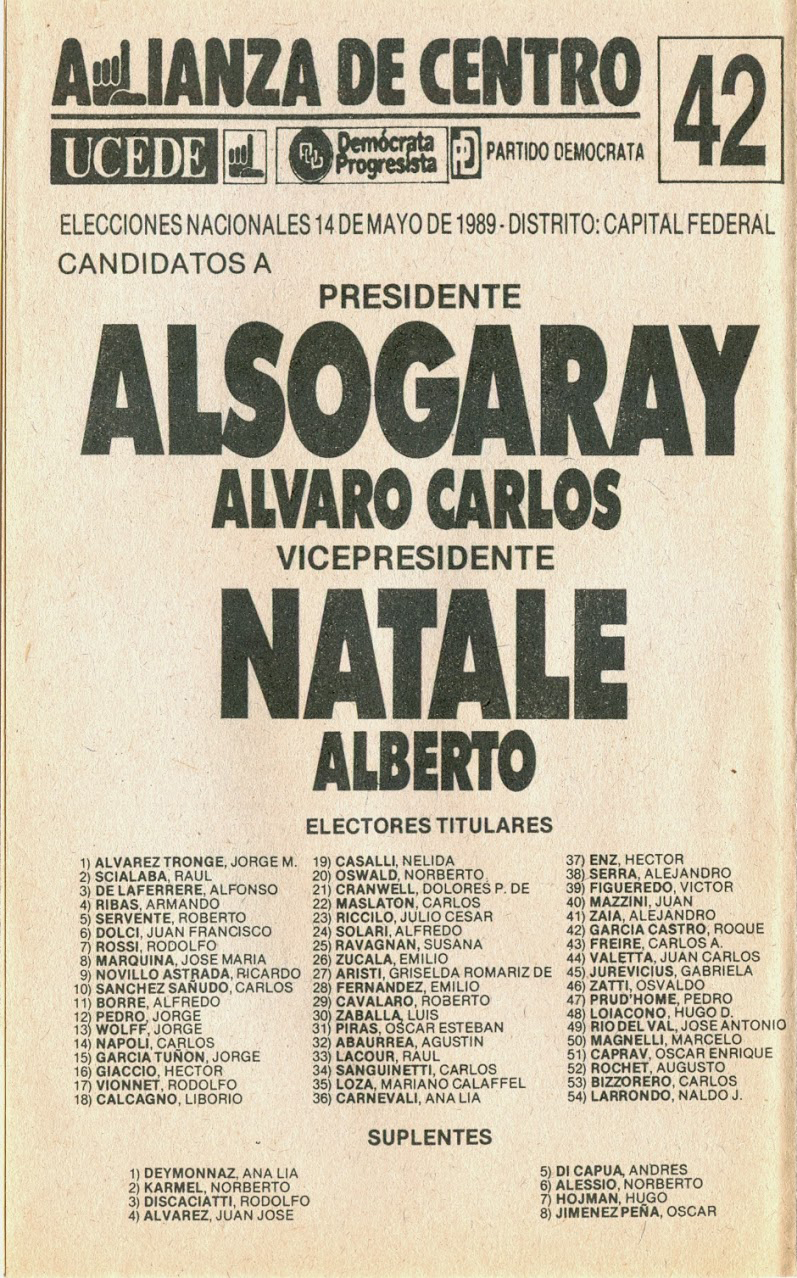
Alianza de Centro
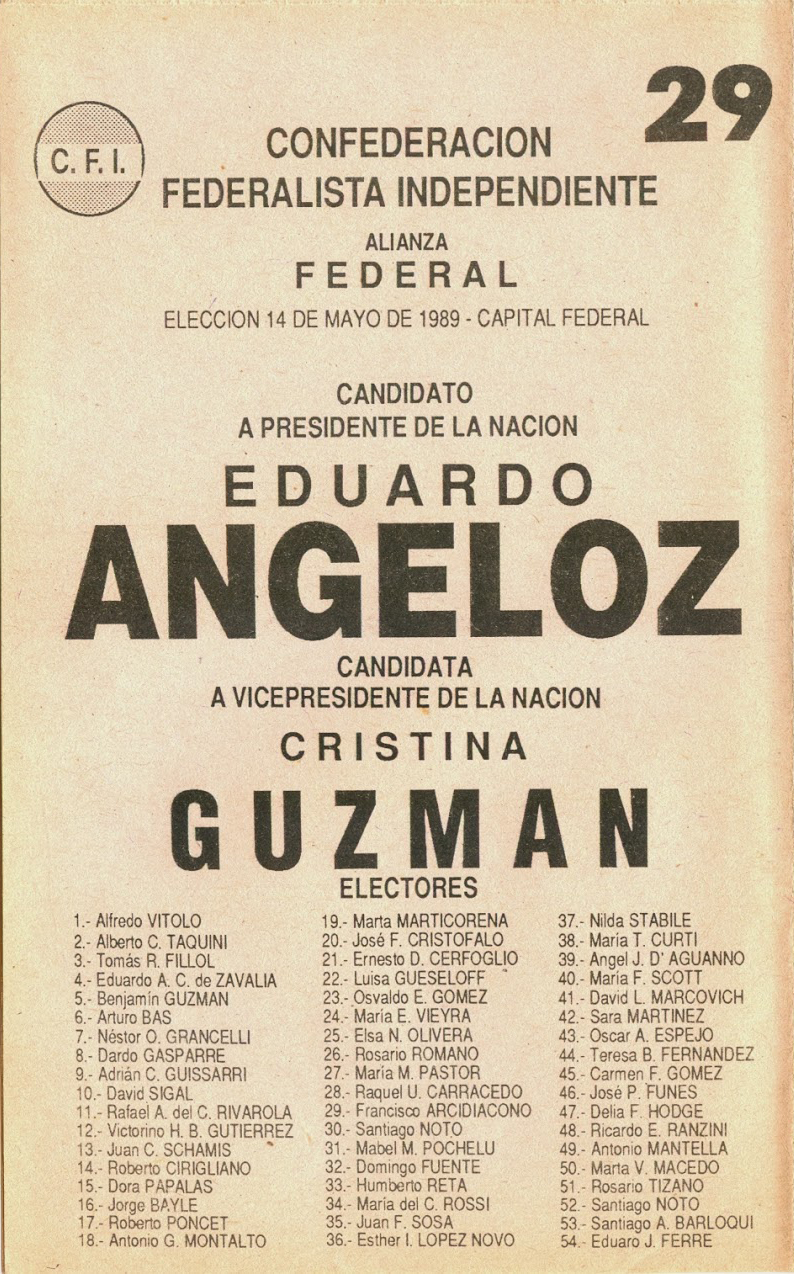
Confederación Federalista Independiente
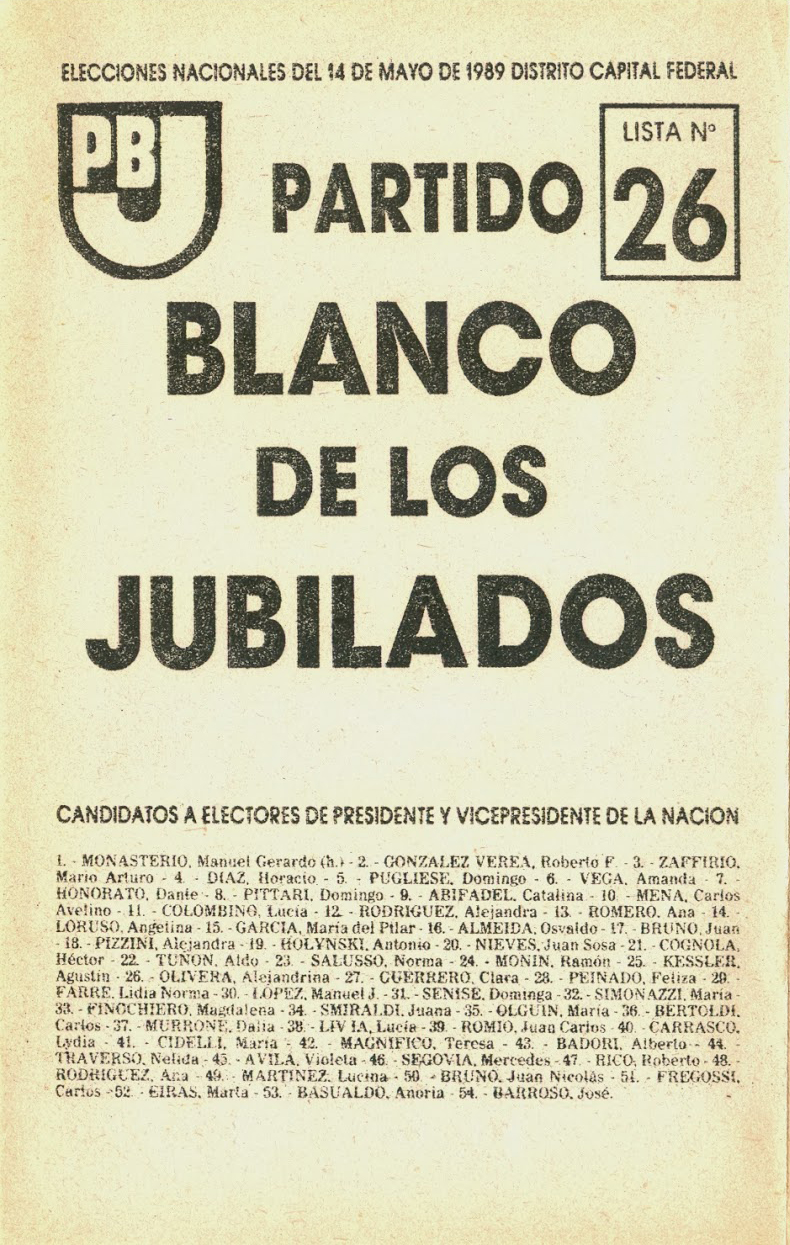
Partido Blanco de los Jubilados
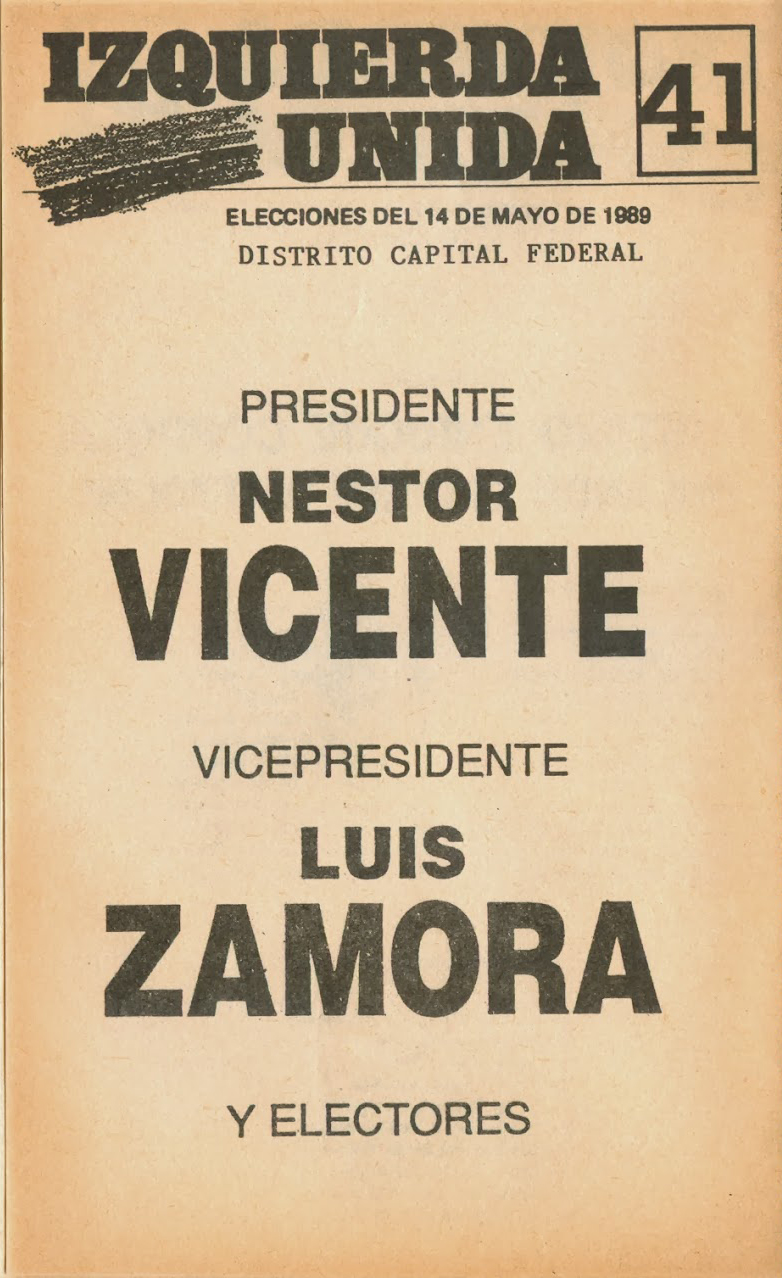
Izquierda Unida
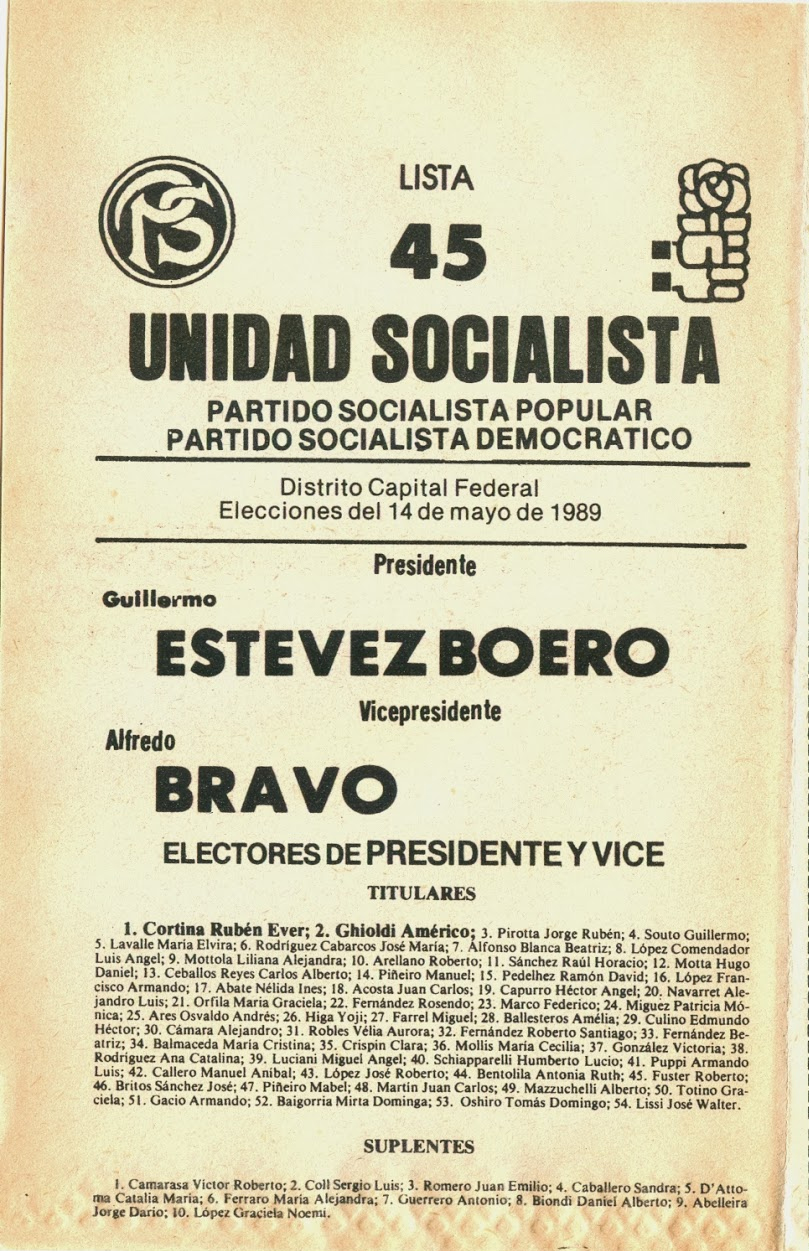
Unidad Socialista
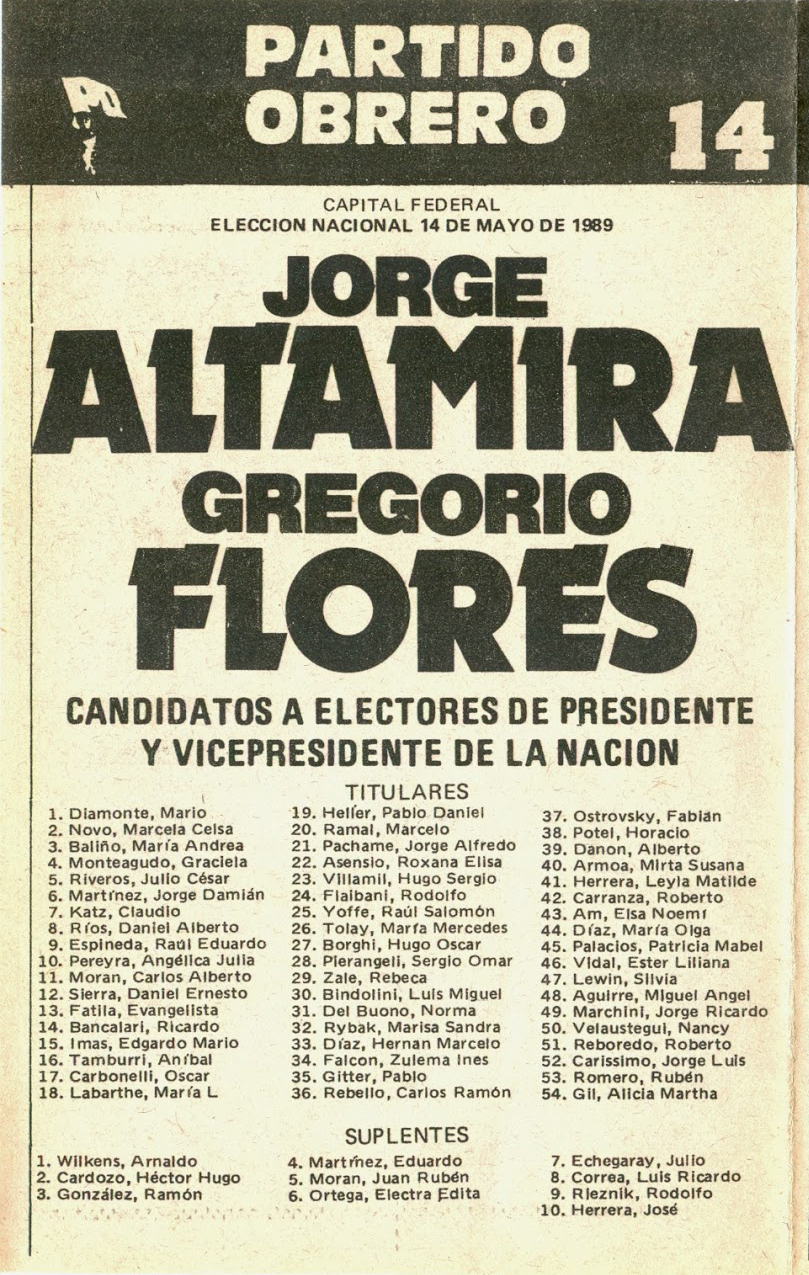
Partido Obrero
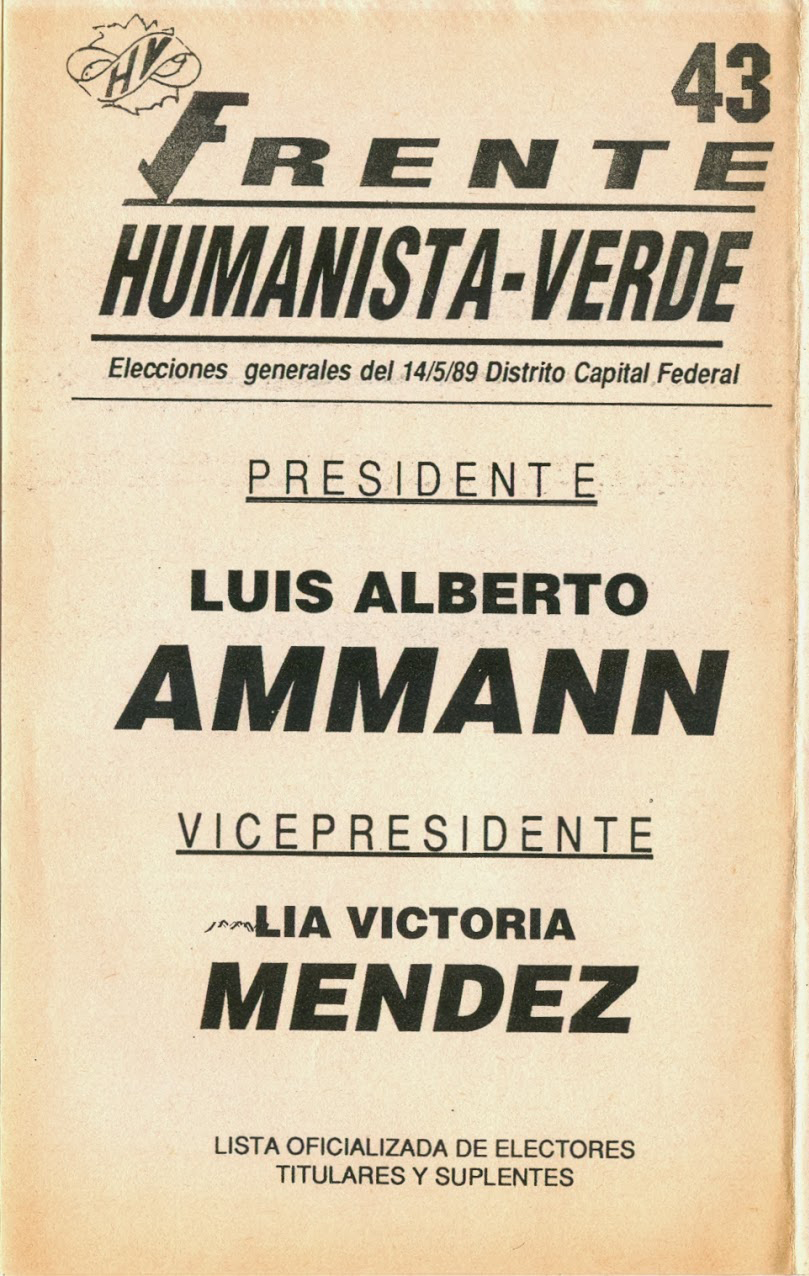
Frente Humanista - Verde
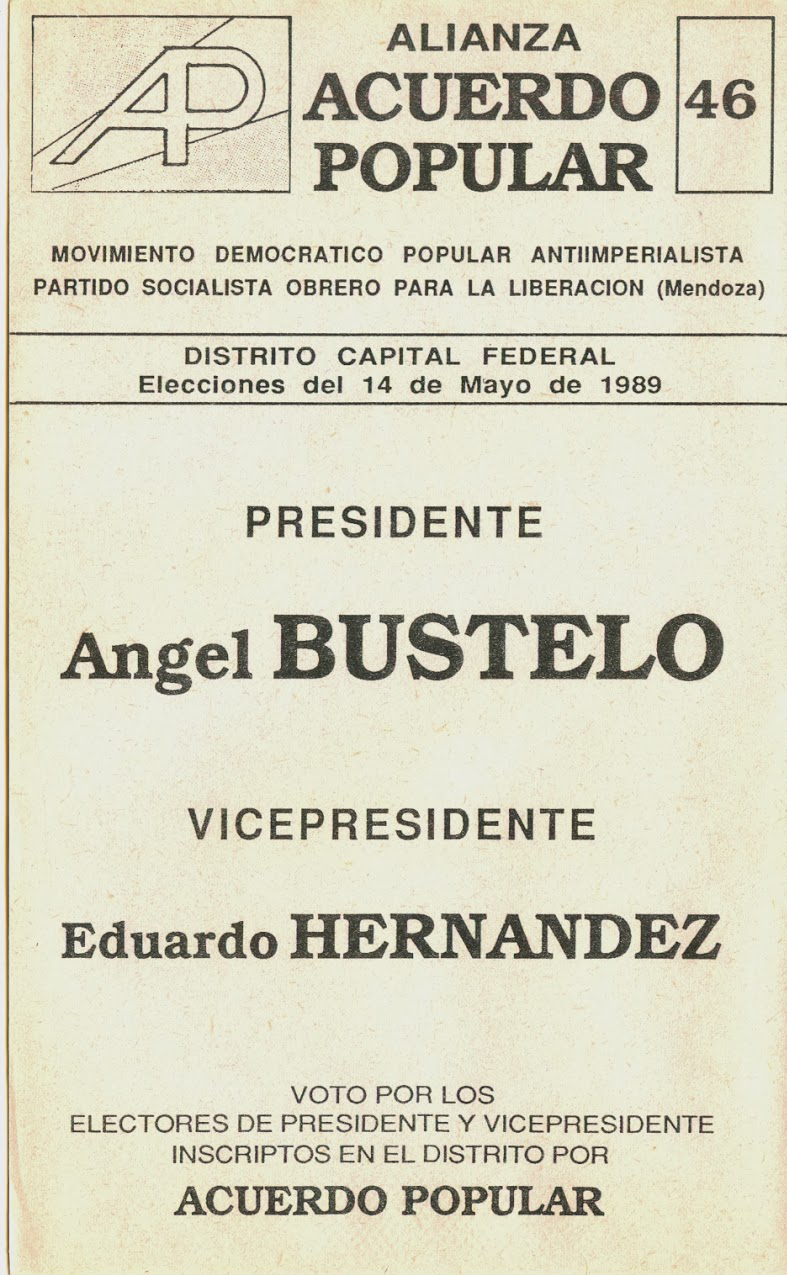
Acuerdo Popular

### Boletas en la Provincia de Buenos Aires

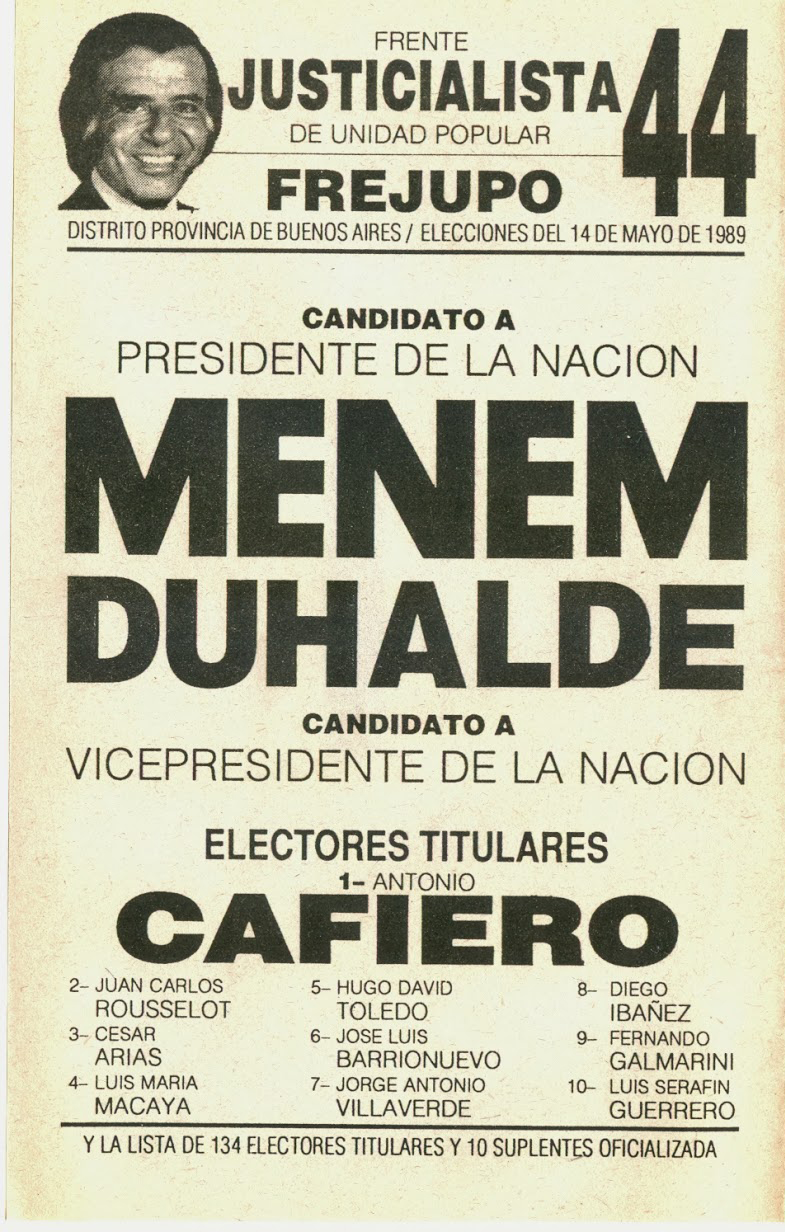
Frente Justicialista de Unidad Popular
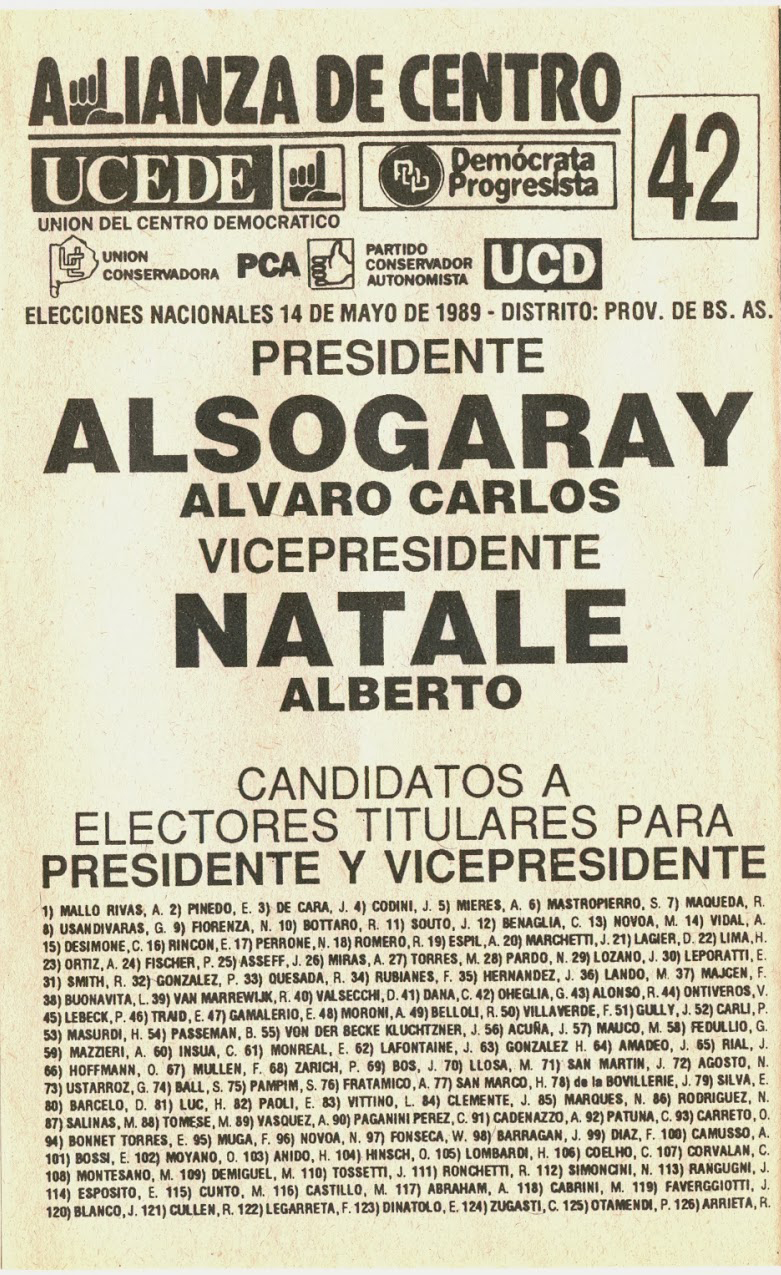
Alianza de Centro
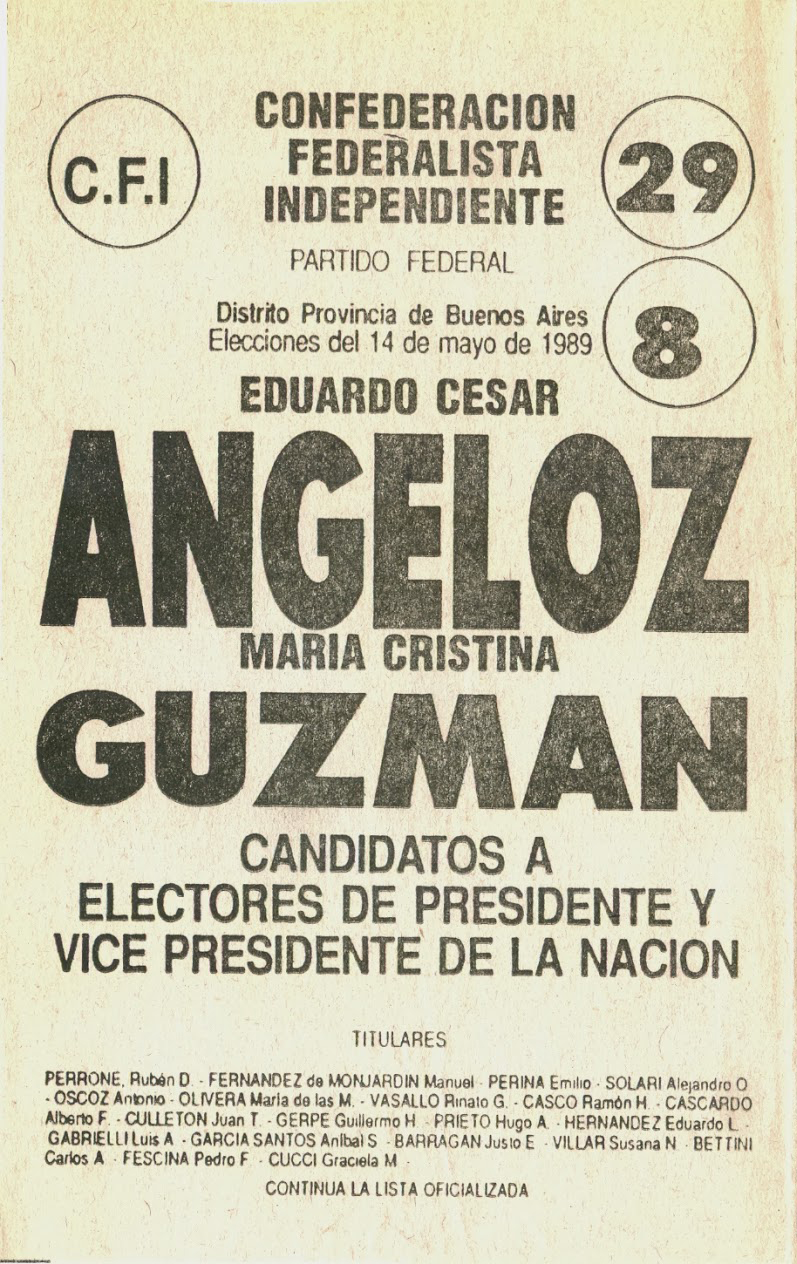
Confederación Federalista Independiente
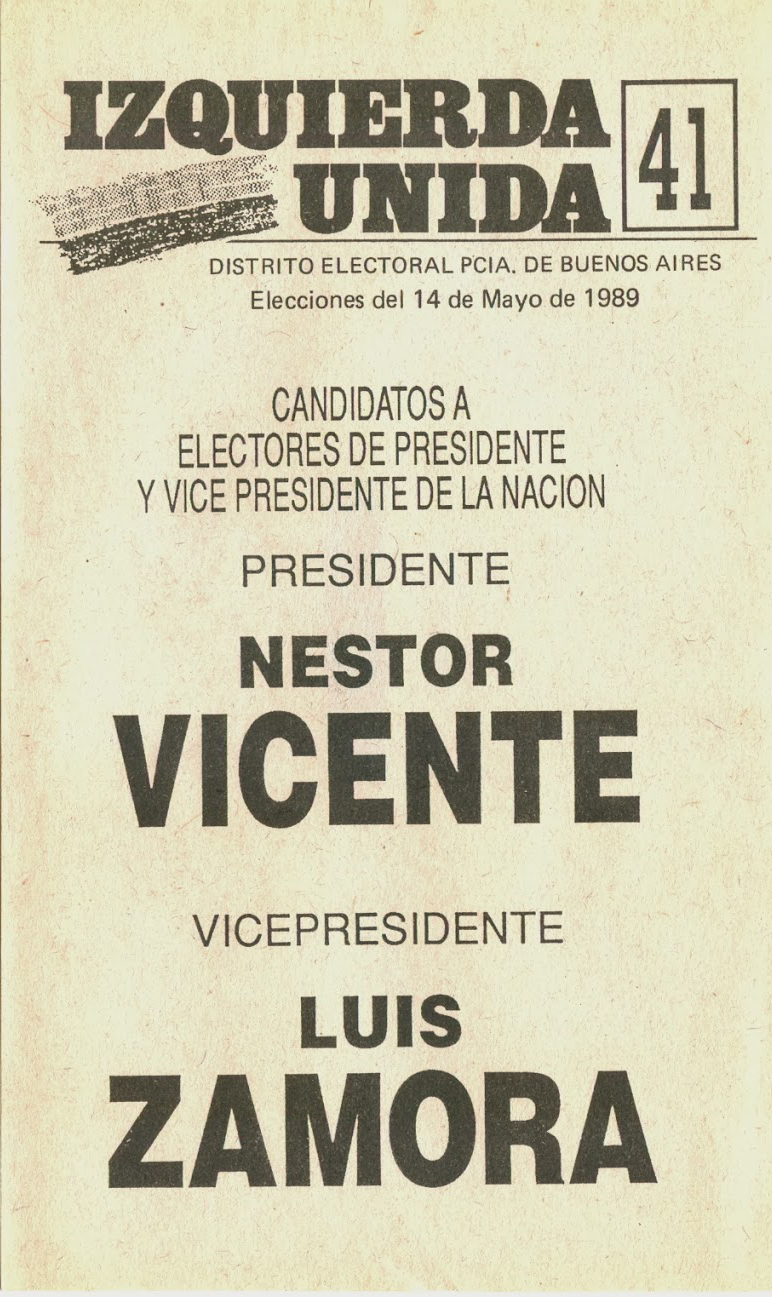
Izquierda Unida

## Campaña
En las primeras encuestas, el justicialismo obtuvo una considerable ventaja, aun cuando casi la mitad de los votantes permanecieron indecisos. Con la esperanza de traducir esto en una victoria de la UCR sobre el abierto y excéntrico Menem, el presidente Alfonsín promulgó el «Plan Primavera» de agosto de 1988 en un intento de bajar la inflación (entonces de un 27 %). El plan, criticado como un nuevo «Plan Austral» por la CGT, pidió recortes presupuestarios y renovados congelamientos salariales, políticas a las que después se achacó el descenso en el nivel de vida. Al principio exitoso, una sequía récord a finales del año golpeó los ingresos críticos de exportación y llevó a apagones, disipando cualquier provecho que Angeloz podría haber sacado del «alivio» de la inflación mensual del 6 %.
Menem realizó una serie de promesas en su plataforma electoral que serían recordadas como prácticamente lo contrario a lo que haría una vez en el poder. La mayoría de las frases utilizadas durante la campaña menemista de 1989 fueron parodiadas y ridiculizadas con posterioridad a su gobierno. Esencialmente se trató de una campaña de corte populista, con varias evocaciones al fundador del movimiento, el general Juan Domingo Perón, y con fuertes críticas hacia el gobierno alfonsinista. Los términos "Salariazo" y "Revolución Productiva", como parte de las promesas hechas por Menem, fueron los más conocidos. En sus discursos y apariciones en público, Menem solía exhortar al pueblo a "seguirlo" constantemente, siendo una de sus citas más famosas su lema de campaña: "Síganme, no los voy a defraudar", que gritó durante un discurso. La campaña de Menem tuvo también tintes socialcristianos, tratando de apelar al voto religioso mediante citas bíblicas y términos como "a los tibios los vomita Dios" o "Argentina, levántate y anda". De la campaña menemista destacó también el jingle "Valerosos Corazones" compuesto por Litto Nebbia e interpretado por Silvia Garré.
La campaña de Angeloz, por su parte, contó con rasgos modernos para la época, y fue particularmente recordada por sus anuncios televisivos. Uno de estos mostraba una versión caricaturizada del candidato (con estilo de cómic) con un jingle (interpretado por la cantante Mavi Díaz) que finalizaba con la rima "No tiene pinta de tocar rock and roll, eso no importa solo... ¡vota Angeloz!". Dicho spot, elaborado por la agencia de Fernando Braga Menéndez, estaba dirigido a la juventud.
A pesar de sus diferencias con Alfonsín, Angeloz destacó la labor del presidente saliente en la consolidación de la democracia en el país, pero al mismo tiempo destacaba la necesidad de una profunda transformación económica. Similar al lema "Ahora Alfonsín" con el que este último había ganado las elecciones, uno de los nuevos eslóganes del radicalismo era "Ahora le toca a la economía, ahora le toca a Angeloz". Una de sus frases, probablemente la más recordada, fue la de aplicar "Lápiz Rojo" a la economía, como una clara referencia a un necesario achicamiento del estado. Varias figuras del mundo cultural apoyaron a Angeloz y aparecieron en diversos spots organizados por la Juventud Radical y el productor Daniel Grinbank llamando a votar por él. Entre estas figuras estaban el actor Luis Brandoni, de reconocida afiliación radical, los cantantes Luis Alberto Spinetta, Man Ray, Daniel Melero, y Juan Carlos Baglietto; y los grupos musicales Virus, Los Pericos, y Los Ratones Paranoicos. A pesar de la campaña original y vigorosa, las posturas neoliberales declaradas de Angeloz enajenaron a varios sectores que hasta entonces constituían las principales fuentes de votos de la UCR, como los jubilados (entre los cuales Alfonsín había ganado decisivamente en 1983).
Entre los demás candidatos, el economista conservador Álvaro Alsogaray, de la Unión del Centro Democrático (UCeDé), y apoyado por la Alianza de Centro, obtuvo algunos apoyos tras el asalto, en enero de 1989, por militantes del izquierdista Movimiento Todos por la Patria al Cuartel de La Tablada, al oeste de Buenos Aires. Dos veces ministro de hacienda y recordado por su creencia de que la economía debía pasar por un "invierno", el impopular Alsogaray mantuvo al igual que Angeloz una plataforma de libre mercado, llamando a privatizaciones masivas y profundos recortes en el gasto social (entre 30% de pobreza).
Jorge Altamira, candidato del Partido Obrero, denunció el caos hiperinflacionario. En sus apariciones televisivas popularizó la frase: "no paguemos la deuda usuraria, que el Citibank vaya a laburar". Su partido, de plataforma trotskista, se vio muy afectado por las polémicas acusaciones de terrorismo que pesaban en su contra después del asalto al Cuartel de La Tablada. El periódico oficial del PO, Prensa Obrera, publicó artículos variados entre 1988 y 1989 denunciando la campaña justicialista como una tapadera para las intenciones neoliberales de Menem, resaltando la frase "Vote a un Menem y le saldrá un Alsogaray", en un artículo de marzo de 1989, dos meses antes de las elecciones. En el momento en el que se emitieron, varias de esas críticas fueron objeto de burla por parte de figuras del justicialismo y medios de comunicación peronistas. Irónicamente, después de su victoria, Menem formaría un gobierno de coalición con grandes figuras del neoliberalismo, entre las cuales destacarían, principalmente, Alsogaray y su familia.

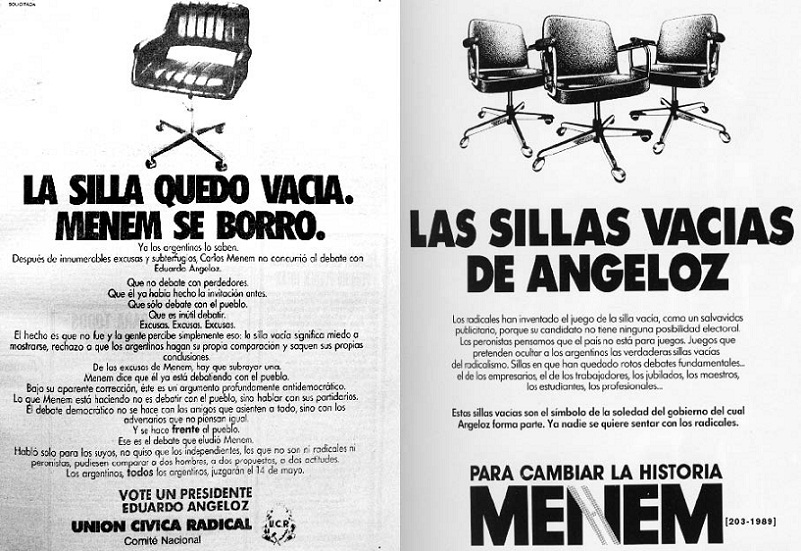
Afiches de campaña de la UCR (izquierda) y el PJ (derecha) como respuesta al boicot de Menem al fallido debate del 8 de mayo de 1989.

Después de una fuerte caída en las reservas del Banco Central, el dólar estadounidense tuvo un aumento de alrededor del 40% con respecto al austral argentino a partir del 7 de febrero, momento conocido como el "Martes Negro". El repentino descenso del valor austral amenazó la tenue estabilidad financiera del país y, el Banco Mundial recortó un gran tramo de un paquete de préstamos acordado en 1988, lo que hizo que el valor del austral cayera en picado: el dólar pasó de cotizarse a 17 australes en enero, a cotizarse a más de 100 australes para el día de las elecciones, el 14 de mayo. La inflación, que estaba entre el 5-10% en febrero, aumentó un 78.5% para mayo.
Cuatro días antes de las elecciones, el programa de televisión Tiempo Nuevo  invitó a los dos principales candidatos (Angeloz y Menem) a un debate en vivo el 8 de mayo que, de haberse realizado, habría sido el primer debate presidencial televisado en la historia argentina. Mientras que Angeloz confirmó su presencia de inmediato, Menem fue más lento a la hora de responder a la invitación . Finalmente, el día del debate, anunció su ausencia. Sin embargo, Angeloz concurrió al programa de todas formas y criticó la actitud de su contrincante, invitándolo a dirigirse al programa a "compartir ideas". La UCR utilizó eficazmente la ausencia de Menem en el debate, representándolo en un spot de campaña como "una silla vacía", en referencia a la silla destinada a Menem durante el debate. La campaña de Menem hizo lo propio mostrando en un spot varias sillas vacías, mientras una voz decía: "Hubo debates que la UCR no fue capaz de sostener: con los empresarios, los trabajadores y los jubilados" y calificó la silla vacía de Menem como "un símbolo de la soledad radical" porque "ya nadie quiere sentarse con los radicales", llamando al electorado a "cambiar la historia". Finalmente, los primeros debates presidenciales televisados se realizaron durante las elecciones de 2015.
La noche previa a las elecciones, Alfonsín emitió un mensaje por cadena nacional, admitiendo que el país estaba atravesando un momento difícil, pero pidió a la población dejar de lado cualquier fanatismo y mostrarse prudente ante el resultado electoral. Finalmente, instó al electorado a emitir un voto "reflexivo y sin miedos".

## Encuestas de opinión
| Fecha               | Encuestadora         | Encargada por | Menem FREJUPO | Angeloz UCR/CFI | Alsogaray AdC | Otros | Indeciso |
| ------------------- | -------------------- | ------------- | ------------- | --------------- | ------------- | ----- | -------- |
| Fecha               | Encuestadora         | Encargada por |               |                 |               | Otros | Indeciso |
| 17 de abril de 1989 | CEOP                 | Clarín        | 33,8          | 26,4            | 8,1           | 5,3   | 26,4     |
| 30 de abril de 1989 | Bravo y Socios       | La Nación     | 36            | 26              | 8             | 3     | 27       |
| 6 de mayo de 1989   | Burke                | Sin datos     | 32,4          | 31,8            | 7,9           | 4,2   | 9,9      |
| 7 de mayo de 1989   | Mora y Araujo        | La Nación     | 38            | 32              | 9             | 12    | 9        |
| 11 de mayo de 1989  | CEOP                 | Clarín        | 39,4          | 31,3            | 9             | 8,3   | 11,9     |
|                     |                      |               |               |                 |               |       |          |
| 14 de mayo de 1989  | Elecciones Generales | —             | 47,51         | 37,10           | 7,17          | 8,22  | —        |
|                     |                      |               |               |                 |               |       |          |
| Fuente:             |                      |               |               |                 |               |       |          |

## Resultados
A pesar del descontento imperante, la participación política no se vio afectada por él. La concurrencia a votar fue del 85,31%, prácticamente la misma que en los anteriores comicios, mientras que el porcentaje de votos en blanco o anulados fue incluso un poco más bajo. El proceso hiperinflacionario condujo a una aplastante victoria de la fórmula Carlos Menem-Eduardo Duhalde, del Frente Justicialista de Unidad Popular (FREJUPO), que obtuvo el 47,51% de los votos en todo el país y una mayoría absoluta de 312 de los 600 votos electorales, garantizándose la elección presidencial sin tener que negociar con otras formaciones políticas. El candidato oficialista Eduardo Angeloz, de la Unión Cívica Radical y con Juan Manuel Casella y María Cristina Guzmán como candidatos a vicepresidentes obtuvo el 37,10% de los votos y 234 electores surgidos de la suma de las dos formaciones que lo apoyaban, la UCR y la Confederación Federalista Independiente (CFI), logrando la primera el 32,44% y 213 electores, y la segunda el 4,66% y 21 electores. La elección implicó un viraje contrario para el radicalismo en todos los distritos del país, perdiendo incluso en férreos bastiones tradicionales, y la lista radical por sí sola no logró imponerse en ninguna provincia, logrando triunfar en los cuatro distritos donde ganó gracias a la colectora con la CFI. En términos absolutos, el justicialismo obtuvo 1.962.116 sufragios más que en 1983, un crecimiento porcentual del 7,35%; mientras que el radicalismo perdió 1.511.342 adhesiones, una caída porcentual del 14,65%.
Menem se impuso en veinte de los veinticuatro distritos del país, incluyendo la importante provincia de Buenos Aires, que albergaba al 38% del electorado, con un 50,07% de las preferencias. Su mejor resultado fue en su provincia natal, La Rioja, de la que era gobernador, con el 67,14%, mientras que su porcentaje más bajo de votos fue en la Capital Federal, con un 36,64% de las preferencias. En varias provincias hubo, pese a lo anterior, una competencia significativa: Menem obtuvo mayoría absoluta de votos solo en once de las veintitrés provincias, mientras que Angeloz no logró más de la mitad de los votos en ningún distrito, y solo la coalición con la CFI le permitió imponerse en su provincia natal, Córdoba, de la que era gobernador y donde obtuvo su mejor resultado con el 48,48%, así como en Chubut, Salta y la ciudad de Buenos Aires. Los peores desempeños para el radicalismo y sus aliados fueron en Tucumán (27,30%) y Corrientes (27,82%), donde además se ubicó en tercer puesto detrás de un tercer candidato.
El resultado implicó un leve revés para el bipartidismo. Si bien la elección fue sumamente polarizada y un 84,61% de los votantes que emitieron sufragios válidos votó por Angeloz o Menem, porcentualmente esto implicó una caída de 7,30% con respecto al 91,91% que lograron Alfonsín y Luder en 1983. Los más beneficiados de esta ligera caída fueron formaciones de derecha y extrema derecha, asociadas mayormente a políticos conservadores y funcionarios de la última dictadura militar que, beneficiados por las leyes de impunidad aprobadas durante la última etapa del mandato de Alfonsín, pudieron volver a la vida política. La fórmula Álvaro Alsogaray-Alberto Natale, de la Alianza de Centro logró el 7,17% de los votos y 1.200.172 votos absolutos, además de una presencia en el Colegio Electoral de 33 electores. Su mejor resultado fue en Corrientes, donde superó estrechamente a Angeloz con un 28,95% de los votos gracias a su acuerdo con el gobernante Pacto Autonomista - Liberal. En el norte del país, la Fuerza Republicana (FR) encabezada por Antonio Domingo Bussi (exgobernador de facto de Tucumán durante la dictadura), que se había fundado el año anterior y había presentado lista solo en cuatro distritos, obtuvo un resultado muy positivo para una formación con nulas posibilidades de triunfo al lograr el segundo puesto en Tucumán por encima de Angeloz con el 27,91% y seis electores, más un 7,42% de los votos y un elector en Jujuy. Aunque no obtuvo electores en Santiago del Estero y Salta, consiguió ocupar el tercer puesto en la primera y el cuarto en el segunda. José Corzo Gómez, del Partido Blanco de los Jubilados (PBJ), obtuvo el 4,58% en la provincia de Buenos Aires y 7 electores, empatando con Bussi y ubicándose en un cuarto lugar porcentual con un 1,88% sumando los otros cuatro distritos (Capital Federal, Catamarca, Santa Fe y Santiago del Estero) donde presentó lista, en ninguno de los cuales obtuvo electores.
En menor medida que la derecha, la izquierda política también experimentó un crecimiento en su rendimiento electoral. La mayor parte de la izquierda había intentado unificarse de cara a las elecciones y casi lo había logrado bajo la bandera de la coalición Izquierda Unida (IU). Su fórmula (Néstor Vicente-Luis Zamora) obtuvo un porcentaje relativamente alto con el 2,44%, en ese momento el mejor resultado histórico de su historia en Argentina. Tal resultado no sería superado sino hasta la formación del Frente de Izquierda y de los Trabajadores para las elecciones de 2011 y 2015. Su mejor resultado porcentual fue en el Territorio Nacional de Tierra del Fuego, con el 5,25% de los votos, seguido por un 3,99% en la provincia de Mendoza, donde obtuvo a su vez su único elector. El Partido Obrero (PO), con Jorge Altamira como abanderado, duplicó su cantidad de votos absolutos con respecto a 1983, si bien no significó un crecimiento destacable, con solo un 0,27% del total. Ángel Bustelo del Acuerdo Popular, y Mario Hugo Geller del Partido de la Liberación no obtuvieron mejores resultados con un 0,06% y un 0,01% respectivamente, siendo los dos candidatos menos votados de las elecciones. La fórmula Luis Alberto Ammann-Lía Méndez, del Partido Humanista (PH) y apoyado por un frente con el Partido Verde Ecologista Pacifista (PVEP), logró solo el 0,25%. Con respecto a la centroizquierda, el dividido Partido Socialista (PSD y PSP) se presentaron juntos a los comicios bajo la alianza «Unidad Socialista», con Guillermo Estévez Boero como candidato, y si bien lograron el 1,43% de los votos, no pudieron obtener electores.
Los partidos provinciales, que en las anteriores elecciones habían acaparado gran parte del voto no bipartidista, sufrieron un revés o bien tendieron a apoyar más directamente a las fórmulas presentadas en esta elección. El Movimiento Popular Jujeño (MPJ) y el Partido Renovador de Salta (PARES), apoyaron a Angeloz, con María Cristina Guzmán para vicepresidenta, dentro de la CFI. El Pacto Autonomista - Liberal de Corrientes, por su parte, apoyó a Alsogaray. El Movimiento Popular Neuquino (MPN) y el Partido Bloquista de San Juan (PB), que aparte del pacto correntino eran los únicos partidos provinciales que controlaban gobernaciones, no apoyaron a ningún candidato. El bloquismo experimentó un considerable descenso con solo un voto electoral con respecto a los seis obtenidos en 1983, mientras que el MPN retuvo con éxito su porcentaje anterior y nuevamente logró cuatro electores. El partido Acción Chaqueña (ACHA) del militar José Ruiz Palacios (exgobernador de facto del Chaco durante la dictadura) logró también acceder a un voto electoral. Con este resultado, la cantidad de electores que no apoyaban candidato presidencial definido bajó de 20 en 1983 a solo 6.
| Fórmula                 | Fórmula                | Partido o alianza           | Partido o alianza                                                     | Partido o alianza                                               | Partido o alianza                                         | Voto popular | Voto popular | Voto electoral | Voto electoral |
| Presidente              | Vicepresidente         | Partido o alianza           | Partido o alianza                                                     | Partido o alianza                                               | Partido o alianza                                         | Votos        | %            | Votos          | %              |
| ----------------------- | ---------------------- | --------------------------- | --------------------------------------------------------------------- | --------------------------------------------------------------- | --------------------------------------------------------- | ------------ | ------------ | -------------- | -------------- |
| Carlos Menem            | Eduardo Duhalde        |                             |                                                                       | Frente Justicialista de Unidad Popular                          | Frente Justicialista de Unidad Popular                    | 7.841.028    | 46,81        | 305            | 50,83          |
| Carlos Menem            | Eduardo Duhalde        |                             | Corriente Renovadora                                                  | Corriente Renovadora                                            | 113.163                                                   | 0,68         | 7            | 1,17           |                |
| Carlos Menem            | Eduardo Duhalde        |                             | Partido del Trabajo y del Pueblo                                      | Partido del Trabajo y del Pueblo                                | 2.770                                                     | 0,02         |              |                |                |
| Carlos Menem            | Eduardo Duhalde        |                             | Movimiento de Integración y Desarrollo                                | Movimiento de Integración y Desarrollo                          | 557                                                       | 0,00         |              |                |                |
| Carlos Menem            | Eduardo Duhalde        | Total Menem - Duhalde       | Total Menem - Duhalde                                                 | Total Menem - Duhalde                                           | Total Menem - Duhalde                                     | 7.957.518    | 47,51        | 312            | 52,00          |
| Eduardo Angeloz         | Juan Manuel Casella    |                             |                                                                       |                                                                 | Unión Cívica Radical                                      | 5.162.574    | 30,82        | 198            | 33,00          |
| Eduardo Angeloz         | Juan Manuel Casella    |                             | Unión Cívica Radical - Confederación Federalista Independiente        | 220.505                                                         | 1,32                                                      | 9            | 1,50         |                |                |
| Eduardo Angeloz         | Juan Manuel Casella    |                             | Unión Cívica Radical - Movilización - Movimiento Popular Catamarqueño | 50.970                                                          | 0,30                                                      | 6            | 1,00         |                |                |
| Eduardo Angeloz         | Juan Manuel Casella    | Total Angeloz - Casella     | Total Angeloz - Casella                                               | Total Angeloz - Casella                                         | 5.434.049                                                 | 32,44        | 213          | 35,50          |                |
| Eduardo Angeloz         | María Cristina Guzmán  |                             |                                                                       | Confederación Federalista Independiente                         | 675.101                                                   | 4,03         | 21           | 3,50           |                |
| Eduardo Angeloz         | María Cristina Guzmán  |                             | Confederación Federalista Independiente - Partido Federal             | 93.013                                                          | 0,56                                                      |              |              |                |                |
| Eduardo Angeloz         | María Cristina Guzmán  |                             | Partido Federal                                                       | 11.054                                                          | 0,07                                                      |              |              |                |                |
| Eduardo Angeloz         | María Cristina Guzmán  | Total Angeloz - Guzmán      | Total Angeloz - Guzmán                                                | Total Angeloz - Guzmán                                          | 779.168                                                   | 4,66         | 21           | 3,50           |                |
| Eduardo Angeloz         | Alianza UCR + CFI      | Total Eduardo Angeloz       | Total Eduardo Angeloz                                                 | Total Eduardo Angeloz                                           | Total Eduardo Angeloz                                     | 6.213.217    | 37,10        | 234            | 39,00          |
| Álvaro Alsogaray        | Alberto Natale         |                             |                                                                       | Alianza de Centro                                               | Alianza de Centro                                         | 1.042.984    | 6,23         | 28             | 4,67           |
| Álvaro Alsogaray        | Alberto Natale         |                             | Pacto Autonomista Liberal - PDP - Movimiento Liberación Popular       | Pacto Autonomista Liberal - PDP - Movimiento Liberación Popular | 106.774                                                   | 0,64         | 5            | 0,83           |                |
| Álvaro Alsogaray        | Alberto Natale         |                             | Unión del Centro Democrático                                          | Unión del Centro Democrático                                    | 49.767                                                    | 0,30         |              |                |                |
| Álvaro Alsogaray        | Alberto Natale         |                             | Partido Demócrata Progresista                                         | Partido Demócrata Progresista                                   | 647                                                       | 0,00         |              |                |                |
| Álvaro Alsogaray        | Alberto Natale         | Total Alsogaray - Natale    | Total Alsogaray - Natale                                              | Total Alsogaray - Natale                                        | Total Alsogaray - Natale                                  | 1.200.172    | 7,17         | 33             | 6,50           |
| Néstor Vicente          | Luis Zamora            |                             | Izquierda Unida                                                       | Izquierda Unida                                                 | Izquierda Unida                                           | 409.250      | 2,44         | 1              | 0,17           |
| José Corzo Gómez        | Federico Houssay       |                             | Partido Blanco de los Jubilados                                       | Partido Blanco de los Jubilados                                 | Partido Blanco de los Jubilados                           | 315.600      | 1,88         | 7              | 1,17           |
| Guillermo Estévez Boero | Alfredo Bravo          |                             |                                                                       | Unidad Socialista                                               | Unidad Socialista                                         | 218.950      | 1,31         |                |                |
| Guillermo Estévez Boero | Alfredo Bravo          |                             | Partido Socialista Popular                                            | Partido Socialista Popular                                      | 15.836                                                    | 0,09         |              |                |                |
| Guillermo Estévez Boero | Alfredo Bravo          |                             | Partido Socialista del Chaco + Partido Socialista de Formosa          | Partido Socialista del Chaco + Partido Socialista de Formosa    | 3.600                                                     | 0,02         |              |                |                |
| Guillermo Estévez Boero | Alfredo Bravo          |                             | Partido Socialista Democrático                                        | Partido Socialista Democrático                                  | 1.746                                                     | 0,01         |              |                |                |
| Guillermo Estévez Boero | Alfredo Bravo          | Total Estévez Boero - Bravo | Total Estévez Boero - Bravo                                           | Total Estévez Boero - Bravo                                     | Total Estévez Boero - Bravo                               | 240.132      | 1,43         |                |                |
| Antonio Domingo Bussi   | Antonio Álvarez        |                             | Fuerza Republicana                                                    | Fuerza Republicana                                              | Fuerza Republicana                                        | 185.036      | 1,10         | 7              | 1,17           |
| Jorge Altamira          | Gregorio Flores        |                             | Partido Obrero                                                        | Partido Obrero                                                  | Partido Obrero                                            | 45.763       | 0,27         |                |                |
| Luis Alberto Ammann     | Lía Méndez             |                             | Frente Humanista - Verde                                              | Frente Humanista - Verde                                        | Frente Humanista - Verde                                  | 42.316       | 0,25         |                |                |
| No presentó candidatos  | No presentó candidatos |                             | Movimiento Popular Neuquino                                           | Movimiento Popular Neuquino                                     | Movimiento Popular Neuquino                               | 35.466       | 0,21         | 4              | 0,67           |
| No presentó candidatos  | No presentó candidatos |                             | Alianza Bloquista                                                     | Alianza Bloquista                                               | Alianza Bloquista                                         | 27.004       | 0,16         | 1              | 0,17           |
| No presentó candidatos  | No presentó candidatos |                             | Acción Chaqueña                                                       | Acción Chaqueña                                                 | Acción Chaqueña                                           | 19.831       | 0,12         | 1              | 0,17           |
| No presentó candidatos  | No presentó candidatos |                             | Cruzada Renovadora                                                    | Cruzada Renovadora                                              | Cruzada Renovadora                                        | 11.236       | 0,07         |                |                |
| Ángel Bustelo           | Eduardo Hernández      |                             |                                                                       | Acción Popular                                                  | Acción Popular                                            | 4.773        | 0,03         |                |                |
| Ángel Bustelo           | Eduardo Hernández      |                             | Partido Socialista Obrero para la Liberación                          | Partido Socialista Obrero para la Liberación                    | 2.715                                                     | 0,02         |              |                |                |
| Ángel Bustelo           | Eduardo Hernández      |                             | Movimiento Democrático Popular Antiimperialista                       | Movimiento Democrático Popular Antiimperialista                 | 1.345                                                     | 0,01         |              |                |                |
| Ángel Bustelo           | Eduardo Hernández      |                             | Acuerdo Popular                                                       | Acuerdo Popular                                                 | 1.324                                                     | 0,01         |              |                |                |
| Ángel Bustelo           | Eduardo Hernández      | Total Bustelo - Hernández   | Total Bustelo - Hernández                                             | Total Bustelo - Hernández                                       | Total Bustelo - Hernández                                 | 10.157       | 0,06         |                |                |
| No presentó candidatos  | No presentó candidatos |                             | Movimiento Unidad Renovadora                                          | Movimiento Unidad Renovadora                                    | Movimiento Unidad Renovadora                              | 7.661        | 0,05         |                |                |
| No presentó candidatos  | No presentó candidatos |                             | Azul, Lealtad, Restauración                                           | Azul, Lealtad, Restauración                                     | Azul, Lealtad, Restauración                               | 7.287        | 0,04         |                |                |
| No presentó candidatos  | No presentó candidatos |                             | Partido de La Independencia                                           | Partido de La Independencia                                     | Partido de La Independencia                               | 4.083        | 0,02         |                |                |
| No presentó candidatos  | No presentó candidatos |                             | Partido Demócrata de Jujuy                                            | Partido Demócrata de Jujuy                                      | Partido Demócrata de Jujuy                                | 2.487        | 0,01         |                |                |
| No presentó candidatos  | No presentó candidatos |                             | Partido de los Jubilados                                              | Partido de los Jubilados                                        | Partido de los Jubilados                                  | 2.340        | 0,01         |                |                |
| No presentó candidatos  | No presentó candidatos |                             | Partido Demócrata Liberal / Movimiento Popular Provincial             | Partido Demócrata Liberal / Movimiento Popular Provincial       | Partido Demócrata Liberal / Movimiento Popular Provincial | 2.327        | 0,01         |                |                |
| Mario Hugo Geller       | Elisa Delboy           |                             | Partido de la Liberación                                              | Partido de la Liberación                                        | Partido de la Liberación                                  | 1.851        | 0,01         |                |                |
| No presentó candidatos  | No presentó candidatos |                             | Frente Renovador                                                      | Frente Renovador                                                | Frente Renovador                                          | 1.281        | 0,01         |                |                |
| No presentó candidatos  | No presentó candidatos |                             | Tradición y Coherencia                                                | Tradición y Coherencia                                          | Tradición y Coherencia                                    | 1.181        | 0,01         |                |                |
| No presentó candidatos  | No presentó candidatos |                             | Justicia Social                                                       | Justicia Social                                                 | Justicia Social                                           | 1.147        | 0,01         |                |                |
| No presentó candidatos  | No presentó candidatos |                             | Frente Unión Autonomista                                              | Frente Unión Autonomista                                        | Frente Unión Autonomista                                  | 973          | 0,01         |                |                |
| No presentó candidatos  | No presentó candidatos |                             | Unión Provincial                                                      | Unión Provincial                                                | Unión Provincial                                          | 966          | 0,01         |                |                |
| No presentó candidatos  | No presentó candidatos |                             | Acción Provinciana                                                    | Acción Provinciana                                              | Acción Provinciana                                        | 838          | 0,01         |                |                |
| No presentó candidatos  | No presentó candidatos |                             | Defensa Provincial - Bandera Blanca                                   | Defensa Provincial - Bandera Blanca                             | Defensa Provincial - Bandera Blanca                       | 651          | 0,00         |                |                |
| No presentó candidatos  | No presentó candidatos |                             | Movimiento Popular Fueguino                                           | Movimiento Popular Fueguino                                     | Movimiento Popular Fueguino                               | 472          | 0,00         |                |                |
| No presentó candidatos  | No presentó candidatos |                             | Movimiento Nacionalista                                               | Movimiento Nacionalista                                         | Movimiento Nacionalista                                   | 245          | 0,00         |                |                |
| No presentó candidatos  | No presentó candidatos |                             | Unificación Populista                                                 | Unificación Populista                                           | Unificación Populista                                     | 243          | 0,00         |                |                |
| No presentó candidatos  | No presentó candidatos |                             | Partido Socialista Auténtico                                          | Partido Socialista Auténtico                                    | Partido Socialista Auténtico                              | 216          | 0,00         |                |                |
| No presentó candidatos  | No presentó candidatos |                             | Partido Auténtico Formoseño                                           | Partido Auténtico Formoseño                                     | Partido Auténtico Formoseño                               | 181          | 0,00         |                |                |
| Votos positivos         | Votos positivos        | Votos positivos             | Votos positivos                                                       | Votos positivos                                                 | Votos positivos                                           | 16.749.128   | 98,00        |                |                |
| Votos en blanco         | Votos en blanco        | Votos en blanco             | Votos en blanco                                                       | Votos en blanco                                                 | Votos en blanco                                           | 222.048      | 1,30         |                |                |
| Votos anulados          | Votos anulados         | Votos anulados              | Votos anulados                                                        | Votos anulados                                                  | Votos anulados                                            | 116.049      | 0,68         |                |                |
| Diferencia de actas     | Diferencia de actas    | Diferencia de actas         | Diferencia de actas                                                   | Diferencia de actas                                             | Diferencia de actas                                       | 4.395        | 0,02         |                |                |
| Participación           | Participación          | Participación               | Participación                                                         | Participación                                                   | Participación                                             | 17.091.620   | 85,31        |                |                |
| Abstenciones            | Abstenciones           | Abstenciones                | Abstenciones                                                          | Abstenciones                                                    | Abstenciones                                              | 2.942.632    | 14,69        |                |                |
| Electores registrados   | Electores registrados  | Electores registrados       | Electores registrados                                                 | Electores registrados                                           | Electores registrados                                     | 20.034.252   | 100          |                |                |
| Fuentes:                |                        |                             |                                                                       |                                                                 |                                                           |              |              |                |                |

### Resultados por distrito
| Provincias ganadas por el Partido Justicialista (20) |
| Provincias ganadas por la Unión Cívica Radical (4)   |

|                     |     | Menem/Duhalde (FREJUPO) | Menem/Duhalde (FREJUPO) | Menem/Duhalde (FREJUPO) | Angeloz/Casella-Guzmán (UCR + CFI) | Angeloz/Casella-Guzmán (UCR + CFI) | Angeloz/Casella-Guzmán (UCR + CFI) | Alsogaray/Natale (A. de Centro) | Alsogaray/Natale (A. de Centro) | Alsogaray/Natale (A. de Centro) | Otros partidos | Otros partidos | Otros partidos | Blancos/Nulos | Blancos/Nulos | Participación | Participación |
| Provincia           | El. | Votos                   | %                       | El.                     | Votos                              | %                                  | El.                                | Votos                           | %                               | El.                             | Votos          | %              | El.            | Votos         | %             | Votos         | %             |
| ------------------- | --- | ----------------------- | ----------------------- | ----------------------- | ---------------------------------- | ---------------------------------- | ---------------------------------- | ------------------------------- | ------------------------------- | ------------------------------- | -------------- | -------------- | -------------- | ------------- | ------------- | ------------- | ------------- |
| Buenos Aires        | 144 | 3.160.004               | 50,07                   | 77                      | 2.101.158                          | 33,29                              | 50                                 | 427.455                         | 6,77                            | 10                              | 622.370        | 9,86           | 7              | 120.661       | 1,88          | 6.431.648     | 87,07         |
| Capital Federal     | 54  | 749.409                 | 36,64                   | 21                      | 922.893                            | 45,13                              | 26                                 | 252.620                         | 12,35                           | 7                               | 120.269        | 5,88           | 0              | 30.139        | 1,45          | 2.075.330     | 85,73         |
| Catamarca           | 14  | 69.840                  | 55,15                   | 8                       | 50.970                             | 40,25                              | 6                                  | 1.236                           | 0,98                            | 0                               | 4.587          | 3,62           | 0              | 2.633         | 2,04          | 129.266       | 84,80         |
| Chaco               | 18  | 203.934                 | 52,23                   | 10                      | 150.885                            | 38,65                              | 7                                  | 7.419                           | 1,90                            | 0                               | 28.201         | 7,22           | 1              | 10.209        | 2,55          | 400.648       | 79,69         |
| Chubut              | 14  | 61.507                  | 42,71                   | 6                       | 65.930                             | 45,79                              | 7                                  | 10.115                          | 7,02                            | 1                               | 6.444          | 4,48           | 0              | 7.817         | 5,15          | 151.813       | 81,64         |
| Córdoba             | 40  | 686.193                 | 44,53                   | 19                      | 747.049                            | 48,48                              | 20                                 | 57.805                          | 3,75                            | 1                               | 49.932         | 3,24           | 0              | 23.165        | 1,48          | 1.564.144     | 86,65         |
| Corrientes          | 18  | 161.716                 | 42,04                   | 8                       | 107.013                            | 27.82                              | 5                                  | 111.374                         | 28,95                           | 5                               | 4.562          | 1,19           | 0              | 12.377        | 3,12          | 397.042       | 80,92         |
| Entre Ríos          | 22  | 291.070                 | 51,60                   | 12                      | 220.505                            | 39,09                              | 9                                  | 34.408                          | 6,10                            | 1                               | 18.141         | 3,22           | 0              | 7.730         | 1,35          | 571.854       | 86,62         |
| Formosa             | 14  | 95.407                  | 58,70                   | 8                       | 64.247                             | 39,53                              | 6                                  | 1.476                           | 0,91                            | 0                               | 1.394          | 0,86           | 0              | 2.528         | 1,53          | 165.052       | 81,35         |
| Jujuy               | 16  | 87.719                  | 42,47                   | 8                       | 77.317                             | 37,44                              | 7                                  | 2.712                           | 1,31                            | 0                               | 38.795         | 18,78          | 1              | 4.373         | 2,07          | 210.916       | 80,12         |
| La Pampa            | 14  | 74.344                  | 51,59                   | 8                       | 58.051                             | 40,28                              | 6                                  | 6.455                           | 4,48                            | 0                               | 5.261          | 3,65           | 0              | 2.428         | 1,66          | 146.539       | 88,51         |
| La Rioja            | 14  | 70.790                  | 67,14                   | 10                      | 30.269                             | 28,71                              | 4                                  | 1.498                           | 1,42                            | 0                               | 2.883          | 2,73           | 0              | 1.527         | 1,43          | 106.967       | 83,68         |
| Mendoza             | 24  | 294.042                 | 42,68                   | 11                      | 231.640                            | 33,62                              | 8                                  | 114.486                         | 16,62                           | 4                               | 48.781         | 7,08           | 1              | 27.490        | 3,84          | 716.439       | 86,63         |
| Misiones            | 18  | 165.331                 | 52,88                   | 11                      | 127.588                            | 40,80                              | 7                                  | 14.246                          | 4,56                            | 0                               | 5.496          | 1,76           | 0              | 6.912         | 2,16          | 319.573       | 79,69         |
| Neuquén             | 14  | 58.416                  | 39,44                   | 6                       | 43.387                             | 29,29                              | 4                                  | 5.772                           | 3,90                            | 0                               | 40.537         | 27,37          | 4              | 6.652         | 4,30          | 154.764       | 87,06         |
| Río Negro           | 14  | 94.826                  | 47,43                   | 7                       | 83.661                             | 41,85                              | 6                                  | 12.848                          | 6,43                            | 1                               | 8.593          | 4,30           | 0              | 8.209         | 3,94          | 208.137       | 85,17         |
| Salta               | 18  | 160.393                 | 44,01                   | 9                       | 171.417                            | 47,03                              | 9                                  | 11.111                          | 3,05                            | 0                               | 21.506         | 5,90           | 0              | 6.458         | 1,74          | 370.885       | 80,26         |
| San Juan            | 16  | 121.692                 | 46,55                   | 9                       | 76.658                             | 29,32                              | 5                                  | 15.982                          | 6,11                            | 1                               | 47.085         | 18,01          | 1              | 14.374        | 5,21          | 275.791       | 87,03         |
| San Luis            | 14  | 69.480                  | 49,24                   | 8                       | 59,266                             | 42,00                              | 6                                  | 5.066                           | 3,59                            | 0                               | 7.286          | 5,16           | 0              | 3.505         | 2,42          | 144.603       | 83,83         |
| Santa Cruz          | 14  | 34.756                  | 54,73                   | 8                       | 24.241                             | 38,17                              | 6                                  | 2.573                           | 4,05                            | 0                               | 1.939          | 3,05           | 0              | 906           | 1,41          | 64.415        | 80,13         |
| Santa Fe            | 42  | 809.082                 | 51,95                   | 24                      | 544.777                            | 34,98                              | 16                                 | 93.652                          | 6,01                            | 2                               | 109.793        | 7,05           | 0              | 32.207        | 2,03          | 1.589.511     | 86,79         |
| Santiago del Estero | 18  | 196.916                 | 64,16                   | 12                      | 92.824                             | 30,24                              | 6                                  | 2.001                           | 0,65                            | 0                               | 15.166         | 4,94           | 0              | 4.484         | 1,44          | 311.391       | 72,86         |
| Tierra del Fuego    | 4   | 12.263                  | 42,68                   | 2                       | 11.204                             | 39,00                              | 2                                  | 2.404                           | 8,37                            | 0                               | 2.860          | 9,95           | 0              | 1.144         | 3,83          | 29.875        | 70,26         |
| Tucumán             | 22  | 228.388                 | 41,49                   | 10                      | 150.267                            | 27,30                              | 6                                  | 5.458                           | 0,99                            | 0                               | 166.340        | 30,22          | 6              | 4.564         | 0,82          | 555.017       | 80,85         |
| Total               | 600 | 7.957.518               | 48,51                   | 312                     | 6.213.217                          | 37,10                              | 234                                | 1.200.172                       | 7,17                            | 33                              | 1.381.548      | 8,25           | 21             | 342.492       | 2,00          | 17.091.620    | 85,31         |

## Resultados del Colegio Electoral
Los colegios electorales se reunieron el 22 de junio de 1989, en cada una de las capitales provinciales y en la Ciudad de Buenos Aires, proclamando ganadores a Carlos Menem y Eduardo Duhalde. El 7 de julio de 1989 la Asamblea Legislativa, la Cámara de Diputados y el Senado, dio la aprobación definitiva de las elecciones.
| Candidato a Presidente | Partido            | Partido                      | Votos Electorales |
| ---------------------- | ------------------ | ---------------------------- | ----------------- |
| Carlos Menem           |                    | Partido Justicialista        | 325               |
| Eduardo Angeloz        |                    | Unión Cívica Radical         | 231               |
| Álvaro Alsogaray       |                    | Unión del Centro Democrático | 33                |
| Antonio Domingo Bussi  |                    | Fuerza Republicana           | 7                 |
| Néstor Vicente         |                    | Izquierda Unida              | 1                 |
| Total de votos         | Total de votos     | Total de votos               | 597               |
| No votaron             | No votaron         | No votaron                   | 3                 |
| Total de electores     | Total de electores | Total de electores           | 600               |

| Candidato a Vicepresidente | Partido            | Partido                       | Votos Electorales |
| -------------------------- | ------------------ | ----------------------------- | ----------------- |
| Eduardo Duhalde            |                    | Partido Justicialista         | 325               |
| Juan Manuel Casella        |                    | Unión Cívica Radical          | 209               |
| Alberto Natale             |                    | Partido Demócrata Progresista | 33                |
| María Cristina Guzmán      |                    | Movimiento Popular Jujeño     | 22                |
| Antonio Álvarez            |                    | Fuerza Republicana            | 7                 |
| Luis Zamora                |                    | Izquierda Unida               | 1                 |
| Total de votos             | Total de votos     | Total de votos                | 597               |
| No votaron                 | No votaron         | No votaron                    | 3                 |
| Total de electores         | Total de electores | Total de electores            | 600               |

### Resultados por provincia
| Provincia           | Presidente | Presidente | Presidente | Presidente | Presidente |         | Vicepresidente | Vicepresidente | Vicepresidente | Vicepresidente | Vicepresidente | Vicepresidente |  | No votaron |
| Provincia           | Menem      | Angeloz    | Alsogaray  | Bussi      | Vicente    | Duhalde | Casella        | Natale         | Guzmán         | Álvarez        | Zamora         |                |  | No votaron |
| ------------------- | ---------- | ---------- | ---------- | ---------- | ---------- | ------- | -------------- | -------------- | -------------- | -------------- | -------------- | -------------- |  | ---------- |
| Buenos Aires        | 84         | 49         | 10         |            |            |         | 84             | 43             | 10             | 6              |                |                |  | 1          |
| Capital Federal     | 21         | 26         | 7          |            |            | 21      | 21             | 7              | 5              |                |                |                |  |            |
| Catamarca           | 8          | 6          |            |            |            | 8       | 5              |                | 1              |                |                |                |  |            |
| Chaco               | 11         | 7          |            |            |            | 11      | 7              |                |                |                |                |                |  |            |
| Chubut              | 6          | 7          | 1          |            |            | 6       | 5              | 1              | 2              |                |                |                |  |            |
| Córdoba             | 19         | 20         | 1          |            |            | 19      | 20             | 1              |                |                |                |                |  |            |
| Corrientes          | 8          | 5          | 5          |            |            | 8       | 5              | 5              |                |                |                |                |  |            |
| Entre Ríos          | 12         | 9          | 1          |            |            | 12      | 9              | 1              |                |                |                |                |  |            |
| Formosa             | 8          | 6          |            |            |            | 8       | 6              |                |                |                |                |                |  |            |
| Jujuy               | 8          | 7          |            | 1          |            | 8       | 3              |                | 4              | 1              |                |                |  |            |
| La Pampa            | 8          | 6          |            |            |            | 8       | 6              |                |                |                |                |                |  |            |
| La Rioja            | 10         | 4          |            |            |            | 10      | 4              |                |                |                |                |                |  |            |
| Mendoza             | 11         | 8          | 4          |            | 1          | 11      | 8              | 4              |                |                | 1              |                |  |            |
| Misiones            | 11         | 7          |            |            |            | 11      | 7              |                |                |                |                |                |  |            |
| Neuquén             | 10         | 3          |            |            |            | 10      | 3              |                |                |                |                | 1              |  |            |
| Río Negro           | 7          | 6          | 1          |            |            | 7       | 6              | 1              |                |                |                |                |  |            |
| Salta               | 9          | 9          |            |            |            | 9       | 5              |                | 4              |                |                |                |  |            |
| San Juan            | 10         | 5          | 1          |            |            | 10      | 5              | 1              |                |                |                |                |  |            |
| San Luis            | 8          | 6          |            |            |            | 8       | 6              |                |                |                |                |                |  |            |
| Santa Cruz          | 8          | 6          |            |            |            | 8       | 6              |                |                |                |                |                |  |            |
| Santa Fe            | 24         | 15         | 2          |            |            | 24      | 15             | 2              |                |                |                | 1              |  |            |
| Santiago del Estero | 12         | 6          |            |            |            | 12      | 6              |                |                |                |                |                |  |            |
| Tierra del Fuego    | 2          | 2          |            |            |            | 2       | 2              |                |                |                |                |                |  |            |
| Tucumán             | 10         | 6          |            | 6          |            | 10      | 6              |                |                | 6              |                |                |  |            |
| Total               | 325        | 231        | 33         | 7          | 1          |         | 325            | 209            | 33             | 22             | 7              | 1              |  | 3          |
| Fuente:             |            |            |            |            |            |         |                |                |                |                |                |                |  |            |

## Consecuencias
En un principio cuando el 21 de abril de 1989 Alfonsín había adelantado las elecciones para el 14 de mayo de ese año, se entendía que lo único que variaba era la fecha de las elecciones y que quien ganara las elecciones comenzaría su mandato el 10 de diciembre de ese año. Por eso, luego de conocerse los resultados, en un primer momento Alfonsín reafirmó que continuaría siendo presidente hasta el 10 de diciembre, y rechazó tajantemente una entrega anticipada de mando. Alfonsín consideraba que los movimientos financieros que habían desencadenado el proceso hiperinflacionario en febrero eran una maniobra intencional para desestabilizar su gobierno, y creía que con una elección anticipada de su sucesor se daría calma al caos económico y podrían transcurrir pacíficamente los restantes meses hasta que terminara su mandato. Sin embargo, la victoria justicialista no estabilizó la economía. Todo lo contrario: comenzó la fase de hiperinflación. El dólar se duplicó en valor durante la siguiente semana, y el 29 de mayo, disturbios estallaron en las zonas más pobres de varias ciudades. La pobreza comenzó a crecer de modo exponencial: en mayo era del 25% y aumentaría a un 47% a lo largo del año. Los disturbios sociales continuaron aumentando, y el 30 de mayo, Alfonsín debió decretar el estado de sitio sobre todo el territorio nacional.
El 11 de junio, Alfonsín convocó a una reunión con los principales empresarios del país para pedirles apoyo para finalizar su mandato. El encuentro, sin embargo, fracasó, y de acuerdo con el dirigente socialista Simón Lázara, presente durante el mismo, el director del Grupo Clarín Héctor Magnetto tras rechazar ayudar al gobierno radical, habría utilizado la frase "ustedes ya son un obstáculo" para descartar al presidente. Al día siguiente de la reunión, Alfonsín emitió un mensaje por cadena nacional, anunciando que había resuelto "resignar" a su cargo a partir del 30 de junio y entregar su cargo a Menem en calidad de presidente electo. El uso de la palabra "resignar" y no "renunciar", como correspondía legalmente, generó confusiones y pujas políticas entre ambas fuerzas. Finalmente, la transferencia de mando se realizó el 8 de julio, constituyendo el primer cambio de gobierno entre dos presidentes de partidos políticos diferentes desde la instauración del sufragio secreto en el país en 1912. Sin embargo, la hiperinflación continuó con la asunción de Menem, y recién se llegaría a niveles de inflación pre-mayo del '89 en febrero de 1991 (582%).